# Operazione Ladbroke
L'operazione Ladbroke rappresentò la fase d'apertura dello sbarco in Sicilia messo in atto dalle forze alleate durante la seconda guerra mondiale. Fu una missione aviotrasportata compiuta da elementi della 1st Airborne Division, accompagnata dal decisivo supporto delle forze speciali britanniche dello Special Air Service, le quali, con il compito di conquistare la penisola della Maddalena (che ospitava due importanti batterie), sarebbero riusciti ad attirare verso di loro la maggior parte delle difese di Siracusa (fatte giungere sul posto dal comando della piazzaforte, posta agli ordini del contrammiraglio Priamo Leonardi), distogliendole dalla zona fluviale dei Pantanelli; principale obiettivo di Ladbroke per via dei suoi numerosi capisaldi, i quali si riteneva potessero interferire con le operazioni dello sbarco; tra questi il possesso di Ponte Grande, situato sul fiume Anapo in corrispondenza della SS 115, era considerato dagli inglesi decisivo al fine di sbarrare la via a possibili contrattacchi italo-tedeschi diretti su Siracusa.
L'operazione poté contare sul corposo utilizzo di numerosi alianti, 136 alianti britannici Waco CG-4 e otto Airspeed Horsa di fabbricazione statunitense, trainati dalla Tunisia alla Sicilia da altrettanti C-47 Dakota, carichi di materiale e truppe aviotrasportate. Si diede il via all'attacco alle ore 22:00 del 9 luglio 1943, mentre iniziava sulla città siciliana anche un bombardamento aereo preventivo, posto in atto proprio per cercare di coprire la presenza degli alianti in avvicinamento e bloccare all'interno dell'isola di Ortigia i difensori siracusani.
A causa del forte vento, dell'inesperienza dei piloti e della reazione della contraerea italiana, 65 alianti vennero rilasciati troppo presto e precipitarono in mare, facendo annegare circa 252 uomini. Dei sopravvissuti, sparpagliati in diverse aree anche parecchio più a sud del capoluogo, solamente 87 uomini arrivarono al Ponte Grande, catturandolo e mantenendone il possesso al di là del tempo previsto. Infine, esaurite le munizioni e ridotti a soli 15 soldati rimasti illesi, le truppe alleate si dovettero arrendere alle forze italiane: anch'esse sparute e dimezzate. Tuttavia, il possesso dell'area per gli italiani fu solo momentaneo: non solo stava sopraggiungendo il SAS dalla penisola della Maddalena, ma da Cassibile erano ormai giunti a destinazione anche gli scozzesi della 17th Infantry Brigade e lo squadrone corazzato della 4th Infantry Brigade. I britannici dunque riottennero il controllo del ponte e marciarono senza altri ostacoli sulla città.

## Antefatti: la pianificazione dello sbarco in Sicilia

### Il ruolo delle brigate aviotrasportate

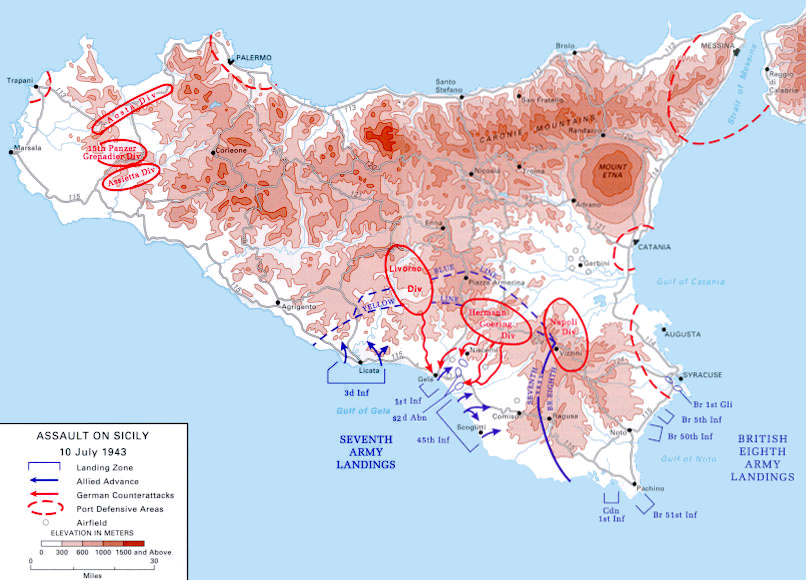
La mappa mostra le aree di atterraggio durante l'invasione della Sicilia, luglio 1943

Nel dicembre del 1942, con le forze alleate in avanzamento attraverso la Tunisia, la campagna del Nordafrica stava giungendo al termine; con l'imminente vittoria, iniziarono le discussioni tra gli Alleati circa la natura del loro prossimo obiettivo. Molti americani puntavano sull'invasione immediata della Francia, mentre gli inglesi, così come il generale dell'esercito americano Dwight D. Eisenhower, sostenevano che la Sardegna era la migliore destinazione successiva delle truppe Alleate. Nel gennaio 1943 il primo ministro britannico Winston Churchill e il presidente statunitense Franklin D. Roosevelt presero una decisione in occasione della conferenza di Casablanca, puntando sulla Sicilia, la cui invasione e occupazione poteva fornire agli Alleati una serie di percorsi navali sul Mediterraneo e gli aeroporti più vicini all'Italia continentale e alla Germania. Per l'invasione venne deciso il nome in codice di Operazione Husky, la cui pianificazione ebbe inizio nel mese di febbraio. 
Inizialmente l'Ottava Armata britannica, sotto il comando del generale Bernard Law Montgomery, doveva approdare nella zona sud-orientale dell'isola e avanzare verso nord fino al porto di Siracusa. Due giorni dopo gli Stati Uniti con la Seventh United States Army, comandata dal tenente generale George S. Patton, sarebbe approdata nella zona occidentale dell'isola, per muoversi verso il porto di Palermo.
Nel mese di marzo venne deciso che l'82nd Airborne Division Statunitense e la 1st Airborne Division britannica sarebbero atterrate tramite paracadute e aliante subito prima degli sbarchi anfibi; i soldati aviotrasportati sarebbero atterrati a poche miglia dietro le spiagge per neutralizzare i loro difensori, facilitando così lo sbarco delle forze di terra Alleate. Tuttavia, ai primi di maggio queste direttive vennero radicalmente modificate su insistenza del generale Montgomery; questi sostenne che se le forze Alleate fossero sbarcate separatamente sulle due estremità dell'isola, le forze dell'Asse di difesa avrebbero avuto l'opportunità di sconfiggere entrambe le armate prima che queste potessero unirsi, pertanto i piani furono modificati per far sbarcare sia l'Ottava che la Settima Armata simultaneamente lungo i 160 km della costa sud-orientale della Sicilia. Nello stesso tempo, anche i piani per le due divisioni aerotrasportate vennero adeguati; Montgomery riteneva che le truppe aviotrasportate dovessero sbarcare nei pressi di Siracusa, di modo che potessero valutare le forze in campo. Il comandante dell'82nd Airborne Division, Maxwell Taylor, suggeriva di atterrare dietro spiagge dell'isola perché superare le difese non era una missione adatta per le truppe aviotrasportate, in quanto erano armate solo con armi leggere e vulnerabili al "fuoco amico" degli Alleati e dal previsto bombardamento navale.
Nel progetto rivisto per le divisioni aerotrasportate, una squadra di combattimento rinforzata dell'82nd Airborne Division aviotrasportata si sarebbe paracadutata a nord-est del porto di Gela per bloccare il movimento delle riserve dell'Asse verso le teste di ponte Alleate. La 1st Airborne Division avrebbe condotto le operazioni aeree su tre Brigate aviotrasportate: il ponte stradale a sud di Siracusa doveva essere catturato dalla 1ª Brigata, il porto di Augusta doveva essere preso da 2ª Brigata Paracadutisti, e infine il Ponte Primosole sul fiume Simeto doveva essere preso e reso sicuro dalla 1st Airborne Division.

### Gli obiettivi dell'operazione Ladbroke
La missione, sotto il comando del brigadiere Philip Hicks, sarebbe stata condotta poco prima degli sbarchi anfibi, la notte del 9 luglio, mentre le restanti due operazioni avrebbero avuto luogo nelle successive due notti.

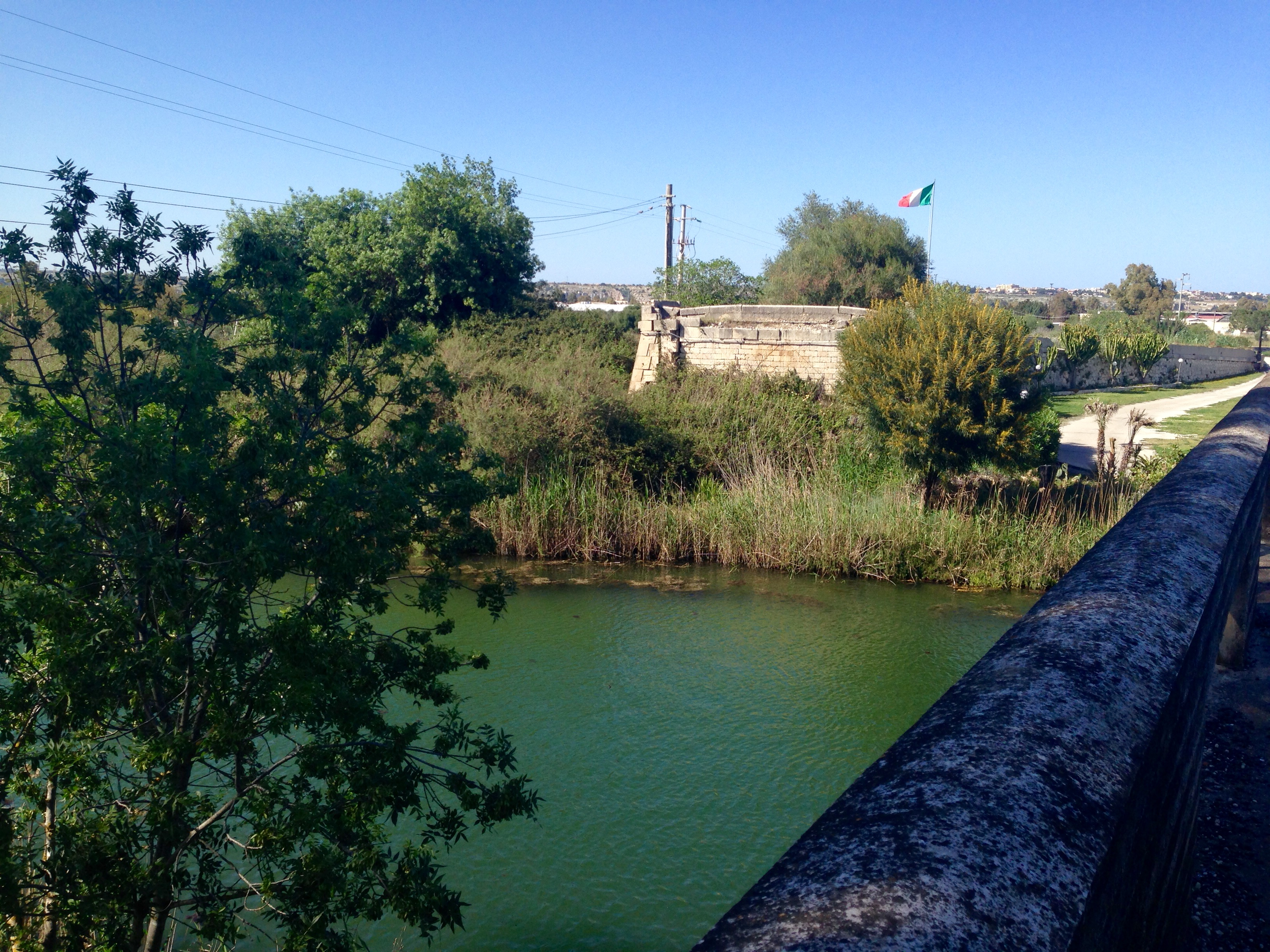
L'interruzione dell'antico Ponte Grande, obiettivo di Ladbroke, visto dal ponte parallelo che odiernamente lo ha sostituito

Quando vi furono aerei da trasporto sufficienti per tutte e tre le brigate, in modo da svolgere gli attacchi simultaneamente, si decise che la prima operazione da svolgere sarebbe stata la Ladbroke, il cui obiettivo principale era la conquista di Ponte Grande, che permetteva l'attraversamento degli antichi due fiumi aretusei: il Ciane e l'Anapo, ai quali andava ad aggiungersi il canale artificiale Mammaiabica (scavato intorno ai primi del '900), che scorreva parallelo insieme agli altri due nelle immediate vicinanze di Ponte Grande, collegando la città da sud, e il suo porto, con la Strada statale 115 Sud Occidentale Sicula (SS115); importantissima per gli Alleati, poiché essa attraversava tutta la litoranea netina e gelese (i luoghi dello sbarco), avendo la sua fine esattamente a Siracusa. Inoltre Ponte Grande collegava la città con la zona militarizzata della penisola della Maddalena; obiettivo dello Special Air Service.
Ogni obiettivo siracusano aveva per i britannici un nome in codice diverso: quello di Ponte Grande era Waterloo, mentre quello del ponte ferroviario che vi sorgeva vicino e parallelamente era Putney; i nomi in codice richiamavano gli omonimi ponti inglesi di Londra: Waterloo Bridge era infatti il principale ponte che attraversava il Tamigi londinese, così come Putney Bridge era anch'esso un ponte eretto sul fiume della capitale britannica.

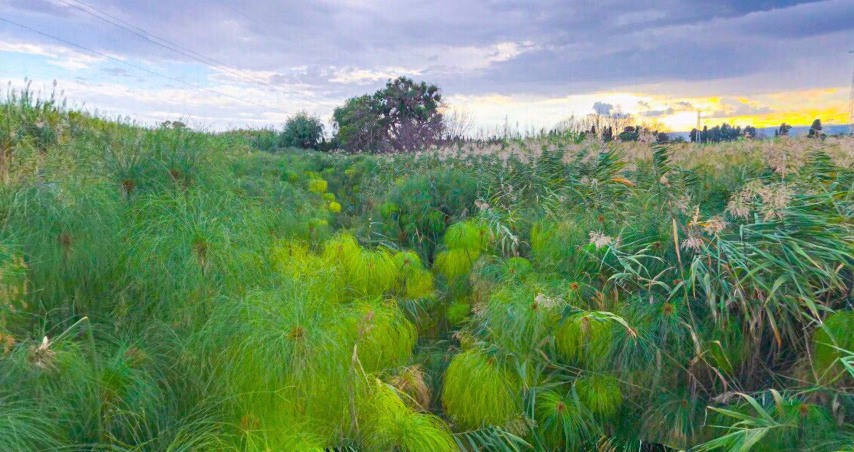
L'area centrale dell'Operazione Ladbroke, oggi la vasta riserva delle saline di Siracusa, con i suoi papiri egizi

Ladbroke (che era il nome in codice per indicare Siracusa) si divideva in tre principali fasi: nella prima fase gli aliantisti del 2º battaglione del South Staffordshire Regiment dovevano catturare Waterloo; nella seconda fase il 1º battaglione Border Regiment prendeva Putney e nella terza fase, se le cose erano andate bene, si marciava per entrare in Ortigia e prendere Ponte Umbertino (nelle cui immediate vicinanze, l'istmo, si era da poco riversata la maggior parte delle bombe dei 79 aerei alleati); il suo nome in codice era Solent.  Il possesso di Solent avrebbe portato alla rapida conquista del porto di Siracusa e del quartiere adiacente, distruggendo o catturando una batteria costiera di artiglieria che era nel raggio d'azione degli sbarchi anfibi.
Le zone di sbarco su Siracusa si sarebbero concentrate unicamente a sud della stessa a causa delle difficoltà che avrebbero incontrato le truppe lungo la costa a nord, dove era presente la batteria militare denominata “Opera A” lungo la costa di Santa Panagia. La stessa batteria militare, proprio nel periodo in cui si approssimava l'operazione, «avendo avvistata una formazione di navi nemiche, aprì il fuoco, bastarono poche salve affinché le navi invertissero la rotta e sparissero all’orizzonte».
(Batterie Costiere Della MILMART. La Difesa Costera in Italia Durante Le Due Guerre Mondiali.)
Quando venne avviato l'addestramento per l'operazione, le difficoltà sorsero subito. Il piano originale per le operazioni aviotrasportate aveva richiesto per tutte e tre le compagnie di impiegare dei paracadutisti, ma nel maggio Montgomery aveva alterato il piano; dopo aver stabilito che le truppe aviotrasportate sarebbero arrivate a notevole distanza dalle forze di terra Alleate, egli credeva che la forza inviata per catturare Siracusa sarebbe stata più efficace se si fosse servita di alianti, al fine di disporre della massima potenza di fuoco. Il consigliere di volo, capitano Cooper della Royal Air Force, affermò che un atterraggio con gli alianti condotto di notte con equipaggi inesperti non era praticabile, ma la decisione rimase invariata.
Gli ordini di Montgomery sollevarono diverse discussioni, la prima delle quali riguardante gli aerei da trasporto dei Troop Carrier Wings assegnati alle operazioni aviotrasportate. Quando arrivarono in Nord Africa, si era deciso che il 52nd Troop Carrier Wing avrebbe operato con la 1st Airborne Division e la sua controparte, il 51st Troop Carrier Wing, assieme all'82nd Airborne Division. Qualche settimana dopo tale assegnazione venne invertita, con il 52nd Wing che avrebbe dovuto operare con l'82nd ed il 51st con la 1st Airborne Division; questa sembrava una decisione logica, dato che ogni Carrier Wing che aveva esperienza operativa avrebbe operato con la stessa divisione con cui aveva esperienza. 
Tuttavia, la decisione di trasformare l'assalto di Siracusa in un attacco basato sugli alianti, era problematico; il 51st Wing non aveva praticamente nessuna esperienza su aliante, mentre il 52nd ne aveva molta di più, ma si stava già addestrando per una missione basata sui paracadute. Cambiare entrambi era poco pratico e avrebbe comportato una serie di problemi che avrebbero lasciato la 1st Airborne Division, e quindi la 1st Brigade, con un Troop Carrier Wing inesperto.

### L'inesperienza dei piloti alleati
Ulteriori problemi vennero riscontrati con gli alianti da utilizzare nell'operazione, e lo stesso pilotaggio. Fino a pochi mesi prima dell'operazione, c'era una carenza notevole di alianti riparabili in Nord Africa. Alla fine di marzo un piccolo numero di Wacos era arrivato ad Accra sulla Costa d'Oro, ma i piloti inviati in traghetto per il Nord Africa scoprirono che erano in cattive condizioni. A causa dell'abbandono e degli effetti deleteri del clima tropicale, i piloti poterono assemblare solo un piccolo numero di Wacos, che volarono in Nordafrica il 22 aprile.
Il 23 aprile, un numero maggiore di alianti americani cominciarono ad arrivare nei porti del Nord Africa, ma non furono immediatamente disponibili per l'uso perché le casse che li contenevano vennero scaricate a caso, le istruzioni erano spesso mancanti, e gli uomini assegnati per assemblare gli alianti erano spesso inesperti. Tuttavia, quando si prese la decisione di condurre un assalto con alianti tramite la 1st Brigade, il montaggio venne migliorato, ed entro il 12 giugno 346 alianti erano stati assemblati e consegnati ai Troop Carrier Wings. Un piccolo numero di alianti Horsa sono stati trasportati verso il Nord Africa per l'utilizzo della brigata. In 30 decollarono dall'Inghilterra intraprendendo un viaggio di circa 2 400 km nell'Operazione Turkey Buzzard. Dopo gli attacchi da parte della caccia della Luftwaffe e frequenti perturbazioni, un totale di 27 Horsas vennero consegnati in Nord Africa in tempo per l'operazione.

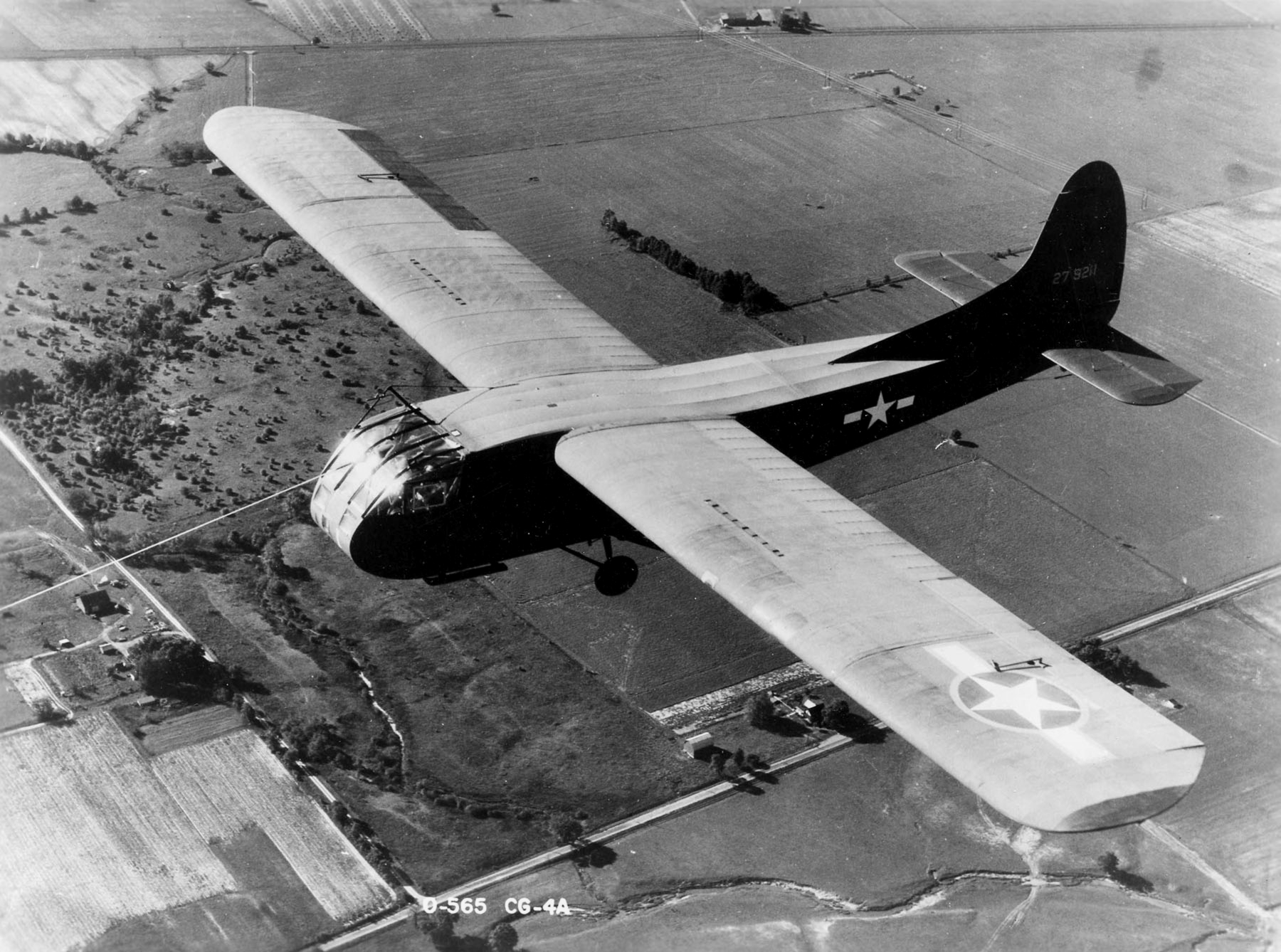
Aliante Waco CG-4 in volo nel 1943

Quando un numero sufficiente di alianti giunse in Nord Africa, non risultarono tutti utilizzabili anche per l'addestramento; il 16 giugno, la maggior parte degli alianti era ancora a terra per le riparazioni, e il 30 giugno, un gran numero di essi aveva mostrato fragilità nel cablaggio della coda e necessitava di un altro periodo di messa a terra di tre giorni. Alla luce di questi problemi e ritardi, il 51st Troop Carrier Wing non fu in grado di mettere in esercizio gli alianti su larga scala fino a metà giugno. Il 14 giugno, 54 Wacos vennero trasportati oltre 110 km e poi rilasciati per terra in un campo d'aviazione, e un'operazione più grande fu condotta il 20 giugno; ma anche queste limitate operazioni erano irrealistiche, per come erano state condotte in pieno giorno. Gli stessi piloti degli alianti britannici avevano creato delle difficoltà; anche se ce n'era un numero sufficiente per condurre l'operazione, la maggior parte di essi erano altamente inesperti.
Distaccati dal Glider Pilot Regiment per l'operazione, non avevano alcuna esperienza con gli alianti Waco e le operazioni notturne in cui essi erano impiegati, dato che la dottrina britannica aveva ritenuto tali operazioni impossibili. In media, i piloti avevano otto ore di esperienza di volo in aliante. Pochi erano valutati come "pronti operativamente" e nessuno aveva esperienza di combattimento. Il colonnello George Chatterton, il comandante del Glider Pilot Regiment, aveva protestato per la loro partecipazione credendo che fossero del tutto inadatti a qualsiasi operazione. Quando il periodo di formazione per la brigata si concluse, con un totale di due esercitazioni completate, i piloti degli alianti avevano una media di 4,5 ore di formazione in volo e poca familiarità col Waco, che comprendeva una media di 1,2 ore di volo notturno.

## Le forze in campo

### Le forze britanniche per l'operazione Ladbroke

#### La 1st Airborne Brigade

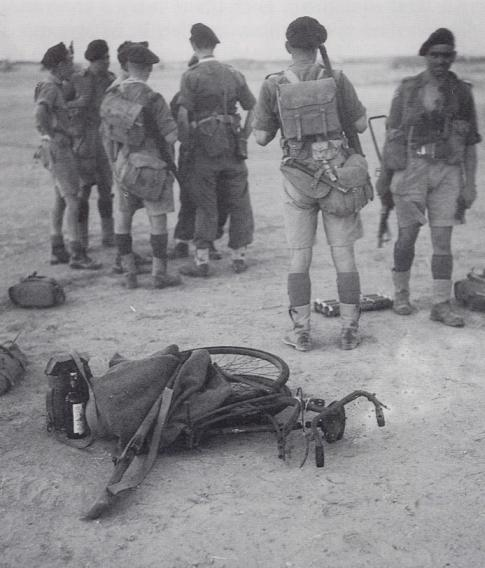
Soldati britannici del 1st Battalion, Border Regiment, il 9 luglio 1943 (giorno della partenza per Siracusa)

Le prime truppe di terra dell'8ª Armata britannica a dare l'avvio all'invasione di Sicilia furono quelle aviotrasportate. Questo particolare gruppo di aliantisti era composto dalla 1st Airlanding Brigade (che includeva numerosi volontari all'interno dei suoi battaglioni), inquadrata nella 1st Airborne Division: divisione di paracadutisti che i tedeschi in Nord Africa ribattezzarono con il nome di Rote Teufel (Diavoli Rossi; dal colore del basco che indossavano); la 1ª Airlanding e la 1ª Airborne erano comandate dal generale George Frederick Hopkinson. 
Le unità della 1st Airlanding Brigade, circa 2 000 uomini, si dividevano nel seguente modo: 
- Il 1st Battalion del Border Regiment
- Il 2nd Battalion del South Staffordshire Regiment
- Il 181st (Airlanding) Field Ambulance
- La 9th Field Company dei Royal Engineers

Molti dei Rote Teufe (a causa del vento, che imperversava in quelle ore di buio tra il 9 e il 10 luglio) dovettero avanzare dal villaggio di Cassibile. Gli Staffords avevano il compito di conquistare e mettere in sicurezza il ponte e la zona a sud, mentre il 1st Battalion doveva prendere Siracusa.
Per la missione della 1st Airlanding Brigade vennero stanziati 136 Waco e otto alianti Horsa. Sei Horsa portavano le compagnie A e C dalle Staffords, che in base ai piani dovevano atterrare sul ponte alle 23:15 del 9 luglio per un colpo di mano. Il resto della brigata sarebbe arrivato alle 1:15 del 10 luglio utilizzando diversi punti d'atterraggio tra i 2 e i 5 km di distanza, per poi convergere sul ponte per rinforzare la difesa.

#### Lo Special Air Service

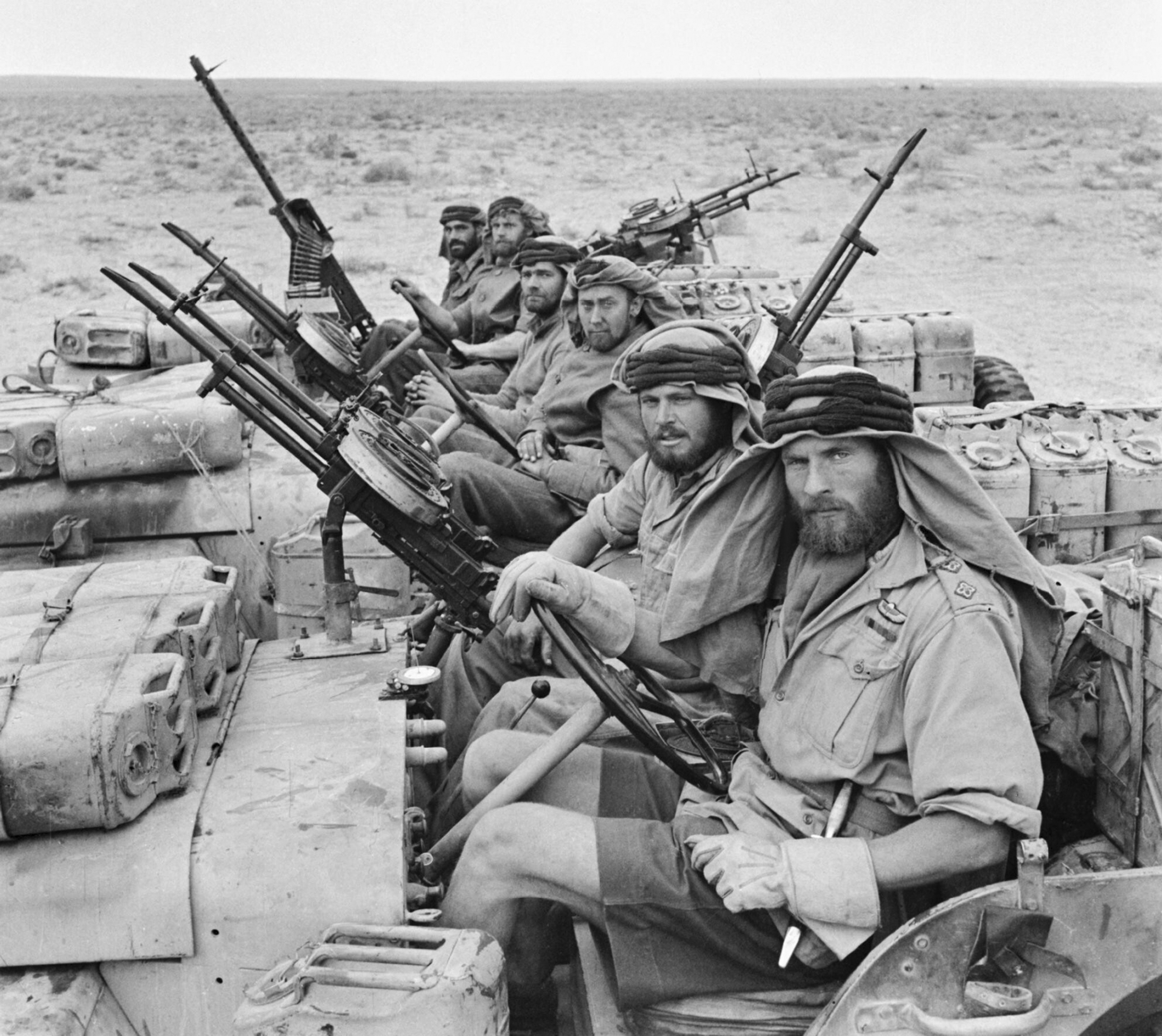
Il SAS fotografato in Nord Africa durante l'addestramento (gennaio 1943)

Ai lanci e agli atterraggi dall'alto, per prendere la zona militare sud della città di Siracusa d'assalto, la British Army aveva aggiunto i Commandos e lo Special Air Service (forze speciali), ovvero il SAS, Corpo d'élite delle forze britanniche: 3 reparti del 1st Special Raiding Squadron (SRS), appartenenti al 2º Reggimento del SAS. 250 uomini che giunsero alla penisola della Maddalena a notte fonda, verso le 2:00 del mattino del 10 luglio.
Essi erano partiti il 7 luglio da Port Said (Egitto), dopo essersi duramente allenati tra le rocce della Palestina britannica, dove era stato ricreato l'ambiente naturale siracusano, in modo che il SAS giungesse addestrato e pronto alle condizioni fisiche che avrebbe trovato alla penisola della Maddalena, con lo scopo di andare a sabotare rapidamente le difese italiane, delle quali la più minacciosa per loro era data dalla batteria navale Lamba Doria, che con la sua potenza di tiro (lancio fino a 30 km) era in grado di affondare le navi che si approssimavano all'adiacente golfo di Noto, quindi impedirne, almeno in parte, l'imminente approdo. Le forze speciali inglesi sbarcarono nel lato meridionale della penisola, trasportati fin lì da due navi: la HMS Ulster Monarch (dove si trovavano i rocciatori del 1° e 2° Troop) e la HMT Dunera (rocciatori del 3° Troop).

#### Gli sbarchi a Cassibile
Le forze britanniche che sbarcarono nell'attiguo borgo di Cassibile, a sud-ovest del capoluogo, si riveleranno essenziali per concludere con successo l'operazione Ladbroke, fortemente compromessa dai fallimentari lanci aviotrasportati. Nel settore da sbarco che gli inglesi soprannominarono George Beach (corrispondente alla spiaggia di Fontane Bianche) sarebbero dovuti sbarcare gli scozzesi del 2º battaglione dei Royal Scots Fusiliers e del 6º battaglione del Seaforth Highlanders (entrambi della 17ª brigata, appartenente alla 5ª divisione fanteria britannica del maggiore-generale Horatio Berney-Ficklin, XIII Corps), ma a causa del mare agitato, approdarono piuttosto alla foce del fiume Cassibile, presso Punta del Cane; situata all'inizio della spiaggia da essi denominata How Beach (odierna spiaggia conosciuta con il nome di Marchesa o Pineta del gelsomineto); giunsero alle 2:25 di notte (9/10 luglio): i primi - escludendo i lanci aviotrasportati che giungevano dal cielo e i rocciatori del SAS che nel mentre scalavano le pareti del Plemmirio - ad approdare via mare dalle navi da sbarco dell'8ª Armata.

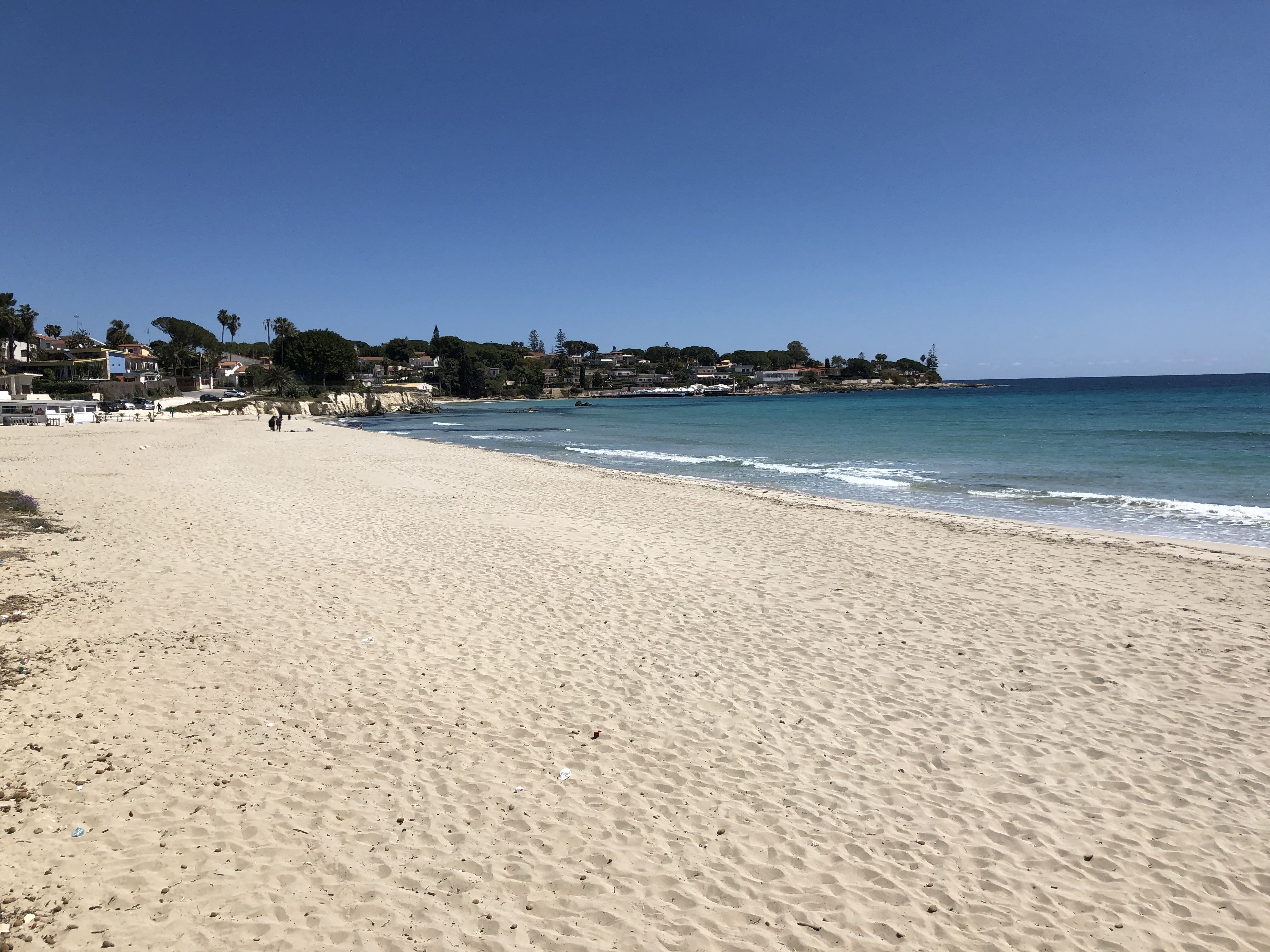
La spiaggia di Fontane Bianche (Siracusa sud), denominata dagli inglesi George Beach

Gli scozzesi ripulirono la spiaggia dalle mine e si incamminarono verso il borgo di Cassibile (il loro obiettivo principale era prenderlo e raggiungere Siracusa, dove gli aliantisti li attendevano).
Seguì mezz'ora dopo, intorno alle ore 3:00 di notte, lo sbarco della prima truppa del 3° Army Commando (parte dei British Commandos) presso Scoglio Imbiancato: tra Capo Ognina (Ognina) e Fontane Bianche, essi misero a terra 180 commando, seguiti alle ore 4:00 da una seconda truppa del medesimo Commando, mentre una terza loro ondata sarebbe giunta prima dell'alba nella spiaggia di Fontane Bianche.
Insieme ai commando sbarcò alla foce del fiume Cassibile pure un altro squadrone del SAS (le medesime forze speciali che stavano prendendo in quelle stesse ore d'assalto la penisola della Maddalena); Il 1º squadrone del 2º reggimento. Questi erano nativi del Sudafrica britannico e in breve tempo erano riusciti a impadronirsi del ponte detto di Cassibile; punto di collegamento della SS115.
Sempre alle ore 3:00 sbarcarono tra la George e la How anche i primi carri armati M4 Sherman della corazzata 4th Infantry Brigade and Headquarters North East (soprannominati "The Black Rats"; "I Ratti Neri"), con il 3rd County of London Yeomanry. Lo squadrone B degli Sherman si unì al 2º battaglione Northamptonshire Regiment (17ª brigata) e marciò con essi verso Siracusa, mentre lo squadrone C di questi carri armati venne diretto verso Floridia. Il resto della brigata sarebbe sbarcato l'11 luglio.

### Le forze italiane
Siracusa non disponeva di numerose difese mobili, il suo punto forte erano piuttosto i capisaldi costieri, come pillbox, bunker e batterie (queste ultime installazioni erano pronte a far fuoco a lunga distanza e per tale motivo furono l'obiettivo principale dei Commandos britannici).
Essa era inquadrata all'interno della piazza militare marittima di Augusta-Siracusa (costituita il 24 settembre 1941, ex Comando Militare Marittimo di Augusta-Siracusa, affidata al principio all'ammiraglio Luigi Notarbartolo), comandata dal contrammiraglio Priamo Leonardi. Il colonnello Mario Damiani era invece al comando del contingente dell'Esercito di terra dell'area aretusea.

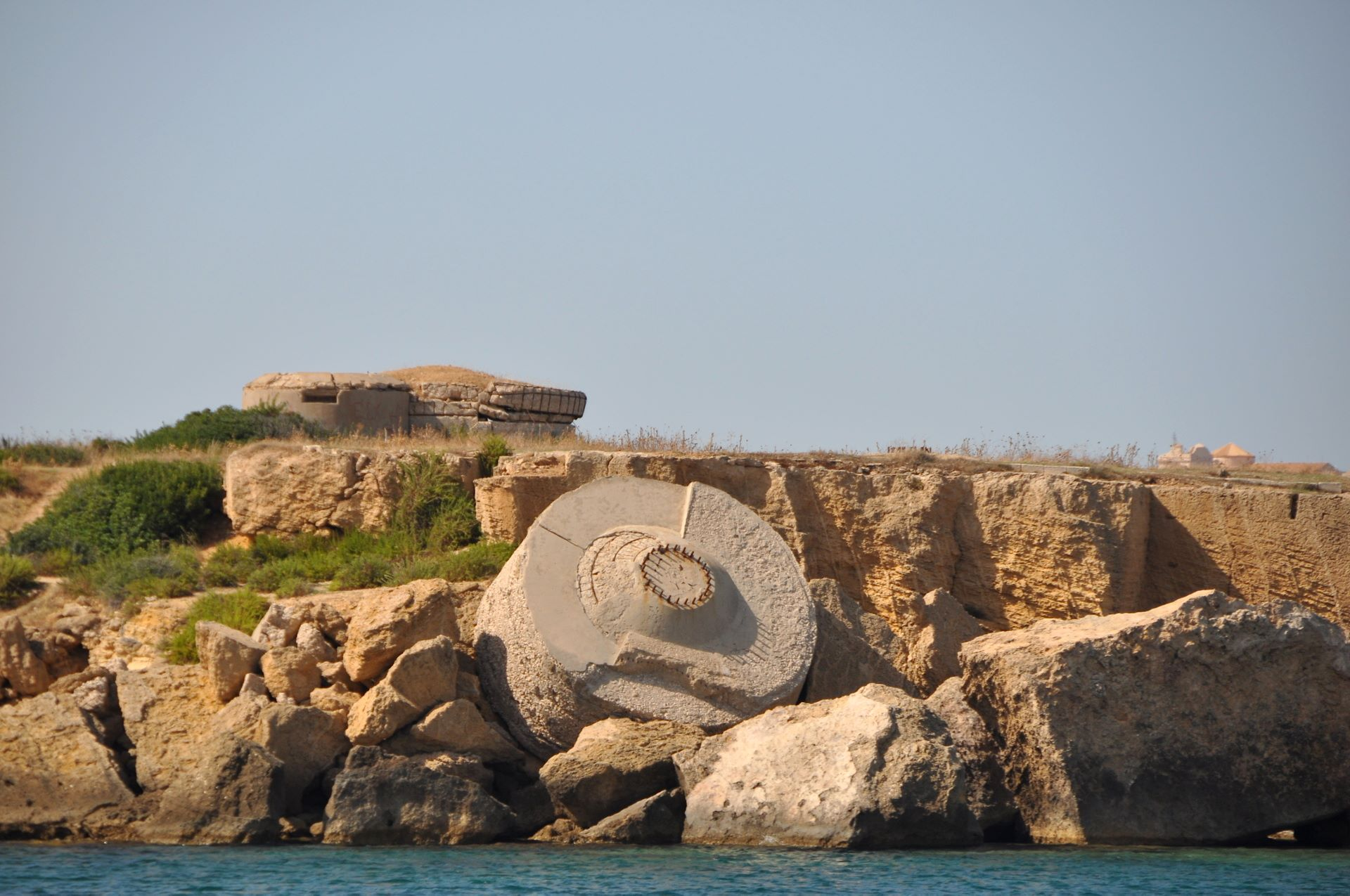
Parte della batteria Emmanuele Russo mentre crolla in mare a causa della corrosione della costa (penisola della Maddalena, Pillirina)

L'area di competenza della piazzaforte andava da Punta Castelluzzo, tra Brucoli e Agnone Bagni, alla penisola della Maddalena, con Masseria Palma, posta tra Punta Milocca e Punta Renella. 
La piazzaforte aveva alle proprie dipendenze il 121º Reggimento di fanteria costiero (parte della 206ª Divisione Costiera) e il 75º Reggimento fanteria "Napoli": la cui presenza sul territorio aveva origini antiche: nato come Brigata "Granatieri di Napoli" durante l'unificazione dell'Italia, con sede nel capoluogo aretuseo. Questo reggimento faceva parte della 54ª Divisione fanteria "Napoli", ed era in posizione tale da poter inviare rinforzi, se necessario: esso era dislocato nei monti Iblei, presso Palazzolo Acreide; diretto dal generale della "Napoli" Giulio Cesare Gotti Porcinari.
Il reggimento costiero, ovvero il 121°, comandato dal colonnello Damiani, era composto da 3 000 soldati e diviso in 4 battaglioni (in caso di attacco, erano disponibili anche battaglioni della Marina e dell'Aeronautica): 
- Il battaglione disposto all'interno di Siracusa città era il 385°
- Il battaglione 540° era disposto nei pressi di Belvedere (Siracusa Nord)
- Il battaglione 246° e il battaglione 504° coprivano da Augusta fino alla spiaggia di Melilli. (sede centrale del comando della piazzaforte marittima)

Nelle vicinanze di Palazzolo, a Solarino, si trovavano anche 5 nuclei anti-paracadutisti (N.A.P.), pure loro parte della piazzaforte marittima, alloggiati presso l'allora caserma dell'Ospedale Vasquez.
La cosiddetta Fortezza Navale Augusta-Siracusa era protetta da sei batterie medie o pesanti di artiglieria costiera, nonché undici batterie costiere a doppio scopo (antinave ed antiaeree), e sei batterie di soli cannoni anti-aerei.

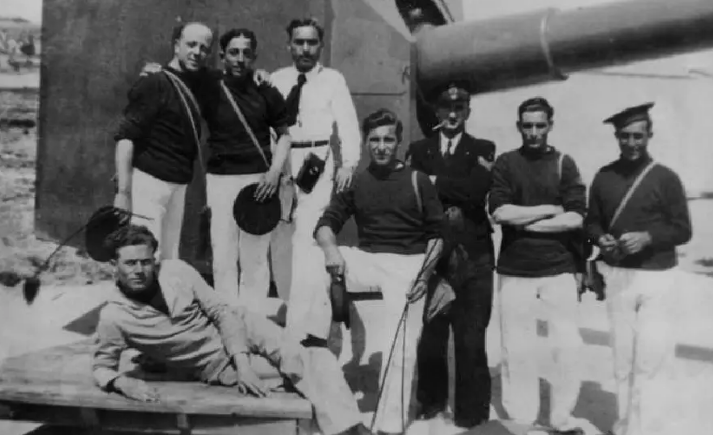
Componenti della batteria Lamba Doria (MILMART Siracusa)

A manovrare le varie batterie (artiglieria costiera, costruita dai genieri militari) vi era la MILMART: Siracusa ne annoverava un Gruppo autonomo, composto dalla 159ª Legione di Camicie nere (60ª Centuria di Difesa Costiera, 63ª Centuria di Difesa Costiera) e una con sede di comando ad Augusta: la 6ª Legione. Tra le batterie più temibili vi erano quella di Santa Panagia (nord della città), denominata Opera A, descritta come la «batteria più potente del Mediterraneo» (i suoi cannoni potevano colpire bersagli fino a 35 km di distanza e, il giorno dell'invasione, le navi nemiche giunte sotto il suo tiro si ritirarono, prima che arrivasse l'inatteso ordine di non fare altro fuoco con essi), quelle della penisola della Maddalena (prese d'assalto dai SAS): la batteria navale Lamba Doria (dedicata dai siracusani all'ammiraglio genovese vissuto in epoca medievale, Lamba Doria), capace di controllare anche il golfo di Noto, situata presso Capo Murro di Porco, e una a Punta della Mola (conosciuta nel dialetto locale come zona della Pillirina), che formava il complesso denominato batteria navale Emmanuele Russo.
Un treno armato, numerosi pezzi d'artiglieria stradale e un reparto di avieri per la difesa dell’idroscalo d'Augusta completavano l'assetto bellico. Il comando della piazza marittima era collocato nelle grotte di Melilli (zona iblea naturalmente carsica); nelle cave mellilesi aveva trovato collocazione il centro radio (detto della Colombaia).

### L'alleato germanico
I tedeschi non avevano apportato durante i primi anni di guerra notevoli difese a Siracusa. Ciononostante, il capoluogo non poteva dirsi del tutto privo della loro presenza al suo interno:

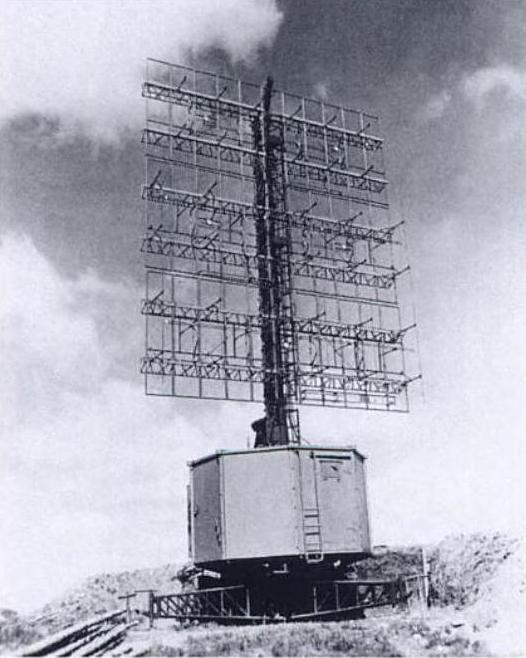
Il radar dei tedeschi, Freya, che in numerose occasioni avvisò Siracusa per tempo degli attacchi aerei

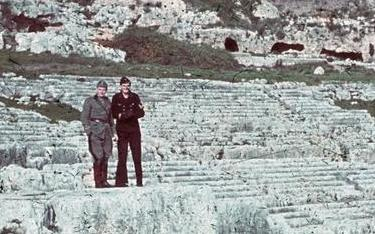
Kriegsmarine (Wehrmacht) al teatro greco di Siracusa (scatto di Horst Grund, 1943)

La Luftwaffe, capendo l'esposizione pericolosa della città aretusea, aveva donato il suo primo radar militare all'alleato Italia facendolo collocare a Siracusa, tra il gennaio e l'aprile del 1941; il radar, all'epoca chiamato radiolocalizzatore, era del tipo Freya (dal nome della dea norrena Freia) ed era gestito dai tedeschi. Esso serviva ad avvistare a lunga distanza i caccia e i bombardieri che si avvicinavano all'area interessata. Solo tempo dopo diversi altri ne sarebbero stati installati sia in Sicilia che nel resto della penisola.
Difatti il radar Freya fu uno dei primi obiettivi bombardati dagli Alleati nel siracusano; così come annotato dal Comando supremo militare italiano, secondo il quale il 16 febbraio 1941 (dopo che un attacco dal cielo il 12 febbraio era stato neutralizzato dall'arma contraerea), di notte si verificò un'incursione aerea britannica che si concentrò sul radiofaro Freya, senza provocare ulteriori danni alla città.
Vi erano poi alcune squadriglie posizionatesi all'idroscalo di Siracusa, il quale divenne sede del comando distaccato del 6° Seenotstaffeln (o Seenotdienst) della Wehrmacht (appartenente sempre al X. Fliegerkorps della Luftwaffe), III Seenotgruppe, il cui comando generale si trovava ad Atene. Sempre all'idroscalo erano presenti 3 FlaK tedeschi.
Nell'idroscalo di Augusta vi erano invece 400 marinai della Kriegsmarine: il 3. Schnellboot-Flottille (del Fast Attack Craft con le S-Boot, giunti per la prima volta nel 1941 da Brema e da allora stanziati al porto di Augusta), mescolati con la Xª Flottiglia MAS.
Poche ore dopo la conclusione di Ladbroke, giorno 11 luglio, un gruppo corazzato di soldati tedeschi, fatto giungere da Paternò e comandato dal colonnello Wilhelm Schmalz, tentò di intervenire per riportare Siracusa sotto il controllo dell'Asse, ma senza esito: essi vennero intercettati dai britannici al borgo di Priolo Gargallo, sito appena dopo Belvedere, e qui vennero costretti alla ritirata verso nord.

## L'operazione
Le forze armate alleate contrastano decisamente l'azione avversaria; combattimenti sono in corso lungo la fascia costiera sud orientale.»
(Bollettino italiano di guerra n°1141 del 10 luglio 1943)
Il 9 luglio 1943, si mosse un contingente di 2 075 soldati britannici con sei jeep, 6 armi anticarro e 10 mortai, imbarcati negli alianti in Tunisia e decollati alle 18:00 per la Sicilia. Lo sbarco in Sicilia si aprì poco prima della mezzanotte del 9 luglio 1943, intorno alle ore 22:00, quando i primi alianti della 1st Airborne Division britannica avvistarono Siracusa e incominciarono ad essere lanciati sul suo perimetro, toccando terra o acqua in una città che in quel momento era già sotto assedio dei bombardieri.

### Il bombardamento aereo
Il bombardamento di Siracusa del 9 luglio 1943 (la città era già stata ampiamente bombardata negli anni precedenti) era indicato nei piani del No. 205 Group RAF (Royal Air Force) come di supporto e diversivo: di supporto perché esso doveva coprire i lanci aviotrasportati della 1ª AD e diversivo perché esso doveva distrarre l'Asse dall'avvicinamento dell'enorme flotta alleata, che avrebbe toccato terra da Fontane Bianche (il punto più a nord degli sbarchi, ovvero la George Beach del settore Acid North segnato sulle carte britanniche) in giù (Portopalo di Capo Passero, con la Red Beach del settore Bark West, era il punto più a sud degli sbarchi nel siracusano).
Il primo raid (in totale i raid che prepararono la città all'invasione furono 3) si verificò alle ore 21:00 di sera. Furono 4 gli stormi aerei (in inglese chiamati Wing) che si concentrarono in essa: il No. 231 Wing, il No. 236 Wing, il No. 330 Wing e il No. 331 Wing; ciascuno di essi era a sua volta suddiviso in 2 gruppi di volo (Squadron l'equivalente britannico); il No. 331 Wing ne annoverava 3 di gruppi di volo ed erano tutti appartenenti alla Royal Canadian Air Force. Per un totale di 79 aerei, i quali vennero concentrati quasi esclusivamente sopra l'istmo che divideva l'isola di Ortigia dalla Borgata o Siracusa nuova.
La concentrazione di una vasta quantità di bombe su un così piccolo tratto di superficie (la zona dell'istmo era lunga circa 370 metri) era dovuta alla volontà di mettere a segno un attacco aereo che nel gergo militare prende il nome di «shock and awe» (cioè «colpisci e terrorizza»). Volendo ottenere un rapido dominio sul nemico, demoralizzandolo con una pioggia di ordigni esplosivi, senza tuttavia mirare all'uccisione dei civili su larga scala: George F. Hopkinson, comandante della 1ª AD, aveva difatti vietato di attaccare sia Ortigia, sia il quartiere di Santa Lucia (in precedenza invece gravemente ferito, soprattutto nel bombardamento del 27 febbraio 1943), allegando inoltre il divieto assoluto di far cadere bombe sulla parte archeologica di Siracusa (Neapolis e Tiche: all'epoca ancora totalmente disabitate). Al target consegnato ai bombardieri si univano come obiettivi, oltre l'istmo, l'idroscalo e la stazione ferroviaria.
Oltre l'effetto scioccante, controllare l'istmo era tatticamente importante per il nemico, poiché nei suoi pressi sapeva trovarsi il quartiere distaccato della divisione Napoli (aveva calcolato che lì potevano esserci fino a quattro battaglioni): impedire a quei soldati di raggiungere l'area destinata ai lanci aviotrasportati, bloccandoli possibilmente dentro l'isolotto e senza dar loro il tempo di riprendersi dalle bombe, era un altro aspetto fondamentale ai fini della missione.
Sebbene Siracusa rappresentasse un diversivo per coprire ciò che accadeva nel golfo di Noto, venne fatto per essa stessa un ulteriore diversivo, individuato nella piana di Catania, sopra la quale vennero lanciati 280 fantocci di pezza con paracaduti, vestiti da soldati britannici (mossa registrata dal bollettino di guerra italiano come «probabili lanci di paracadutisti sulla piana di Catania»), per trarre in inganno italiani e tedeschi e far distogliere loro lo sguardo da Siracusa: a tale finalità Catania subì anch'essa in quelle ore un bombardamento.
Il 10% delle forze aeree destinate a Siracusa (nello specifico 8 Vickers Wellington) ebbero il compito di illuminare costantemente il target con dei razzi di luce, questo perché era importante non rischiare di colpire i propri uomini che nel mentre, scesi dagli alianti, raggiungevano le postazioni italiane con il compito di neutralizzarle: particolare importanza per essi rivestiva un baluardo costiero chiamato in codice britannico Gnat, situato presso le saline di Siracusa, a guardia del porto e pericolosamente vicino all'area da bombardare.

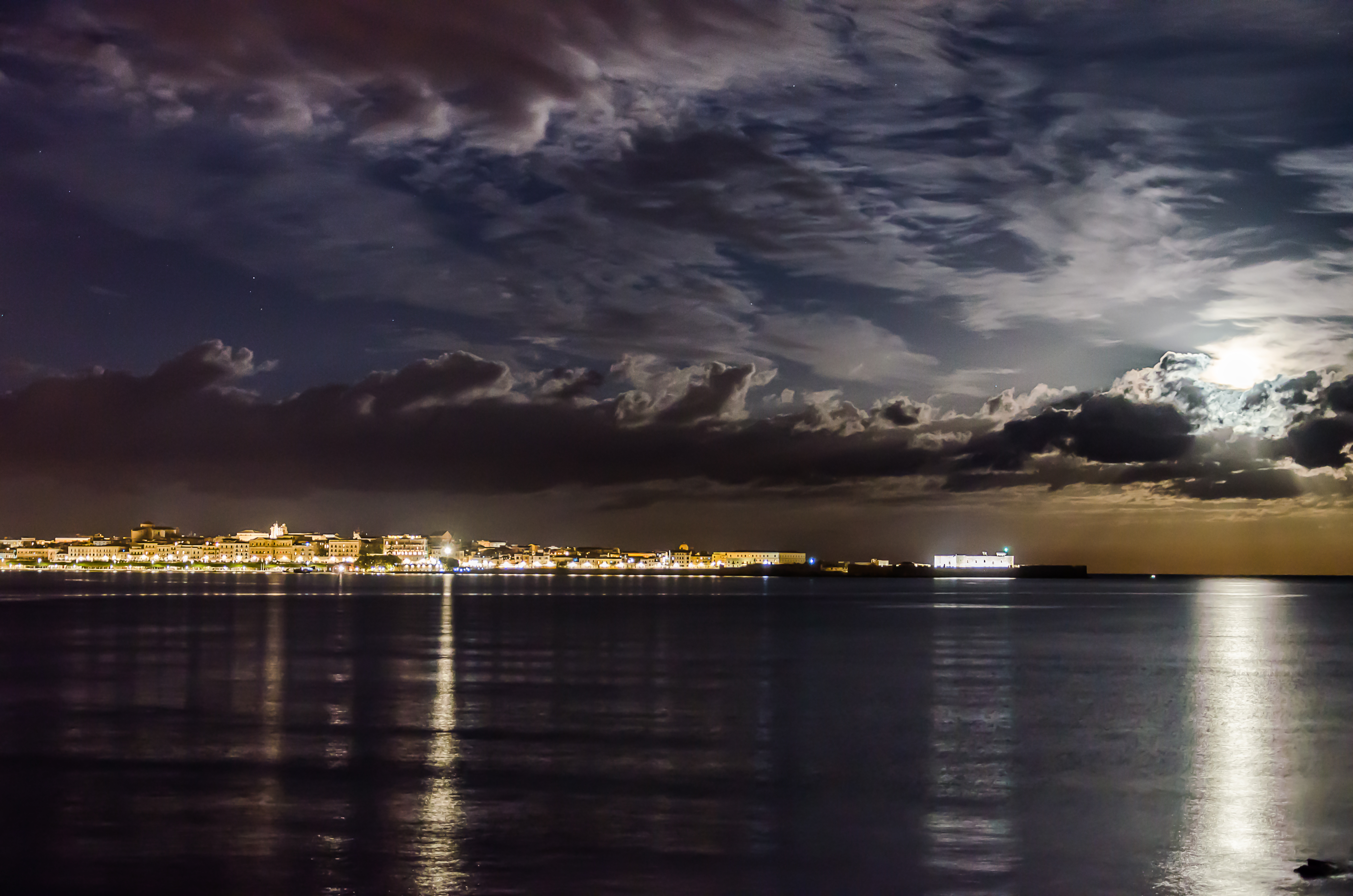
Ortigia illuminata dalla Luna: la notte del 9 luglio fu scelta perché era una notte senza Luna; ideale per coprire le navi che si avvicinavano alla costa, ma pericolosa per i bombardieri che rischiavano di colpire i propri uomini a terra

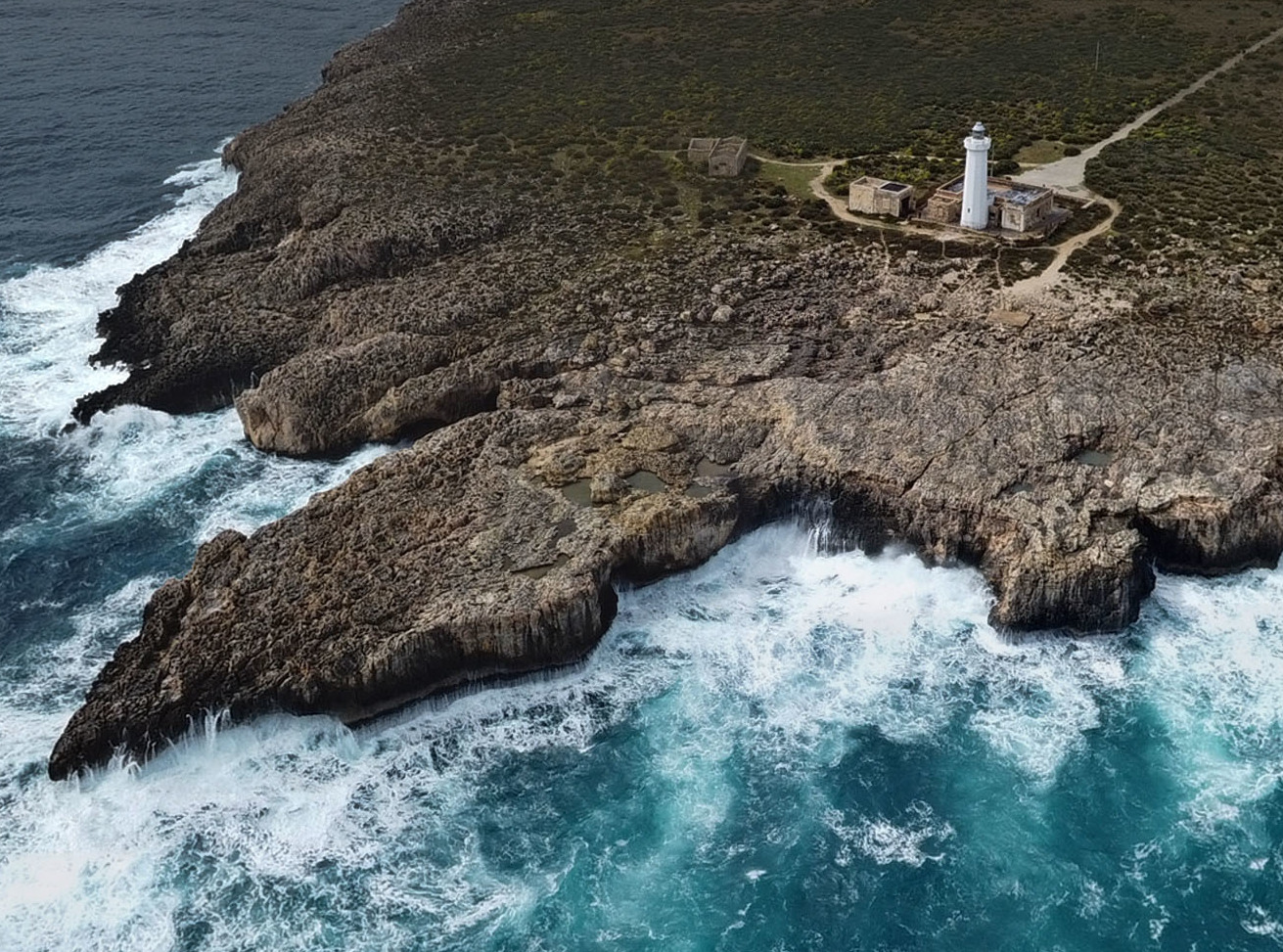
Gli scogli di Capo Murro di Porco (Plemmirio, Maddalena), ai quali erano aggrappati gli aliantisti che la notte del 10 luglio videro precipitare a pochi metri da loro il Wellington X HE 756

59 aerei bombardarono l'istmo, mentre a 4 di essi, appartenenti al No. 331 Wing canadese, vennero affidate 4 bombe potenti dette Cookie (Biscotto) o Blockbuster, pari a 1800 kg ciascuna (4 000 libbre), da sganciare sopra l'istmo: sicuramente si sa che una di esse andò a colpire invece la stazione ferroviaria (nome in codice Bulford), la quale venne però erroneamente scambiata nelle mappe dei bombardieri con la stazione marittima (che trovandosi nei pressi dell'istmo subì in più di un'occasione eccessivi danni non calcolati). In totale su quei 370 metri caddero 72,7 Short tons di bombe (uno short ton equivale a circa 907 kg) da 250 libbre (circa 113 kg ciascuna). Violentemente colpito anche l'idroscalo, con 6 o 10 aerei che vi sganciarono 20, 7 Short tons di bombe da 500 libbre ciascuna: durante il bombardamento della base aerea navale perse la vita anche il Capitano di Fregata Giuseppe Gianotti, nonché comandante della base navale di Siracusa della congiunta piazzaforte con Augusta.
Quella notte persero la vita anche i 6 membri dell'equipaggio di uno dei bombardieri britannici: la contraerea della Maddalena difatti colpì in volo un Vickers Wellington X HE 756 del 37 Squadrone (No. 231 Wing), al cui interno si trovavano 4 inglesi, 1 australiano e un canadese (i loro nomi: W. L. Ball, C.M. Tweedle, J.D. Lammin, K.T.R. Lucas, J. Williams, T. Kerr); lo videro precipitare, e ne diedero testimonianza, i superstiti di un aliante affondato nei pressi del faro di Murro di Porco: i soldati J.S.D. Hardy e. G. Chatterton, i quali dissero di aver visto «una palla blu» precipitare in quelle acque, nelle quali essi, in quelle concitate ore, stavano annaspando (per decenni andato disperso, nell'ottobre del 2017 l'aereo è stato rinvenuto nel luogo segnalato all'epoca dagli aliantisti).

### La presa della penisola della Maddalena: SAS

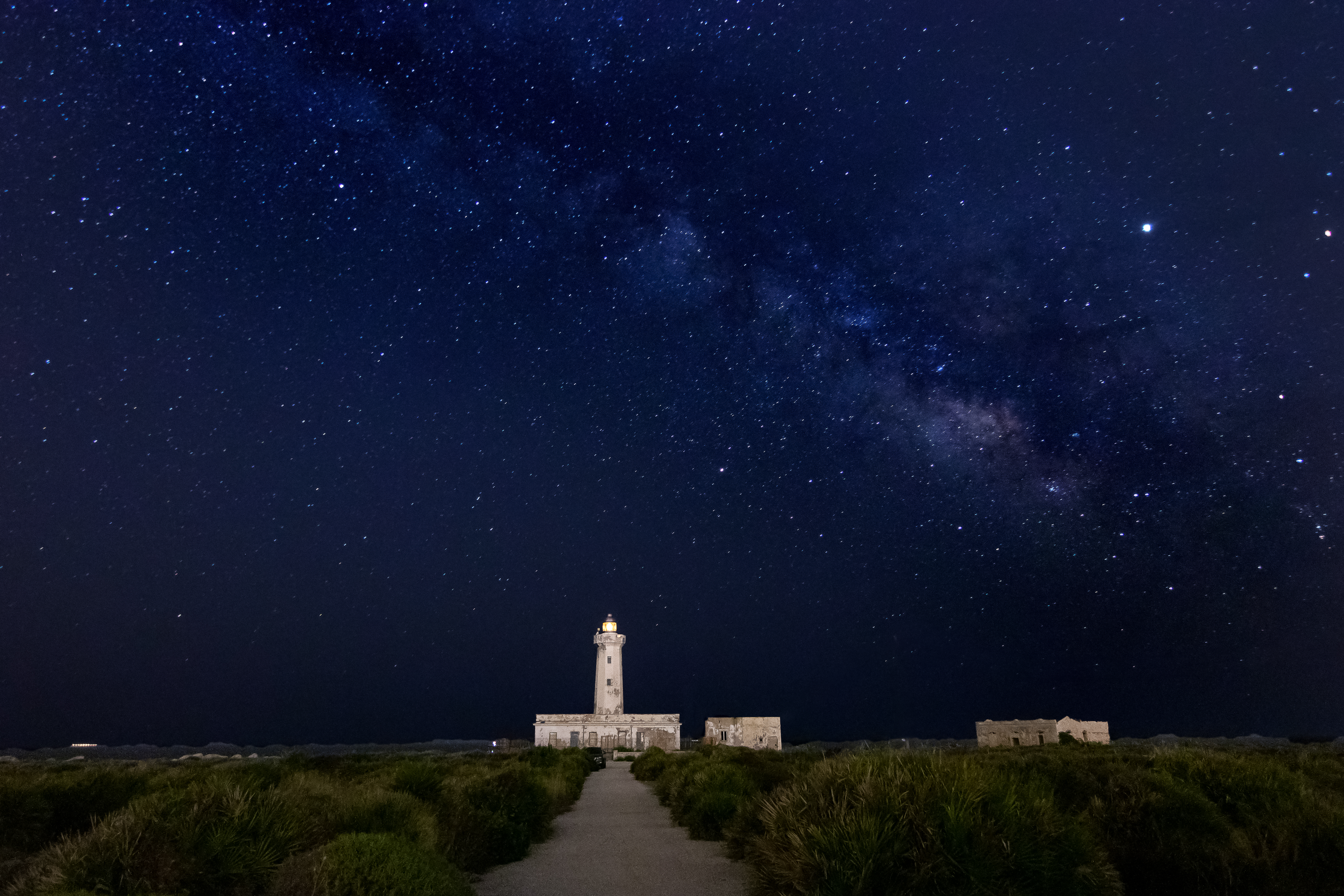
Penisola della Maddalena, il faro di Capo Murro di Porco (visibile anche nell'immagine soprastante, in diversa angolazione), nei pressi della battaria navale Lamba Doria, fu uno degli obiettivi del SAS

Mentre gli aliantisti vivevano momenti di panico e caos a causa degli imprevisti verificatisi durante i lanci aviotrasportati, altri soldati britannici toccavano il suolo aretuseo nel suo lato più sud-orientale: si trattava delle unità della squadra speciale SAS (Special Air Service). Ostacolati dal moto ondoso, non ancora del tutto placato dopo la violenta tempesta pomeridiana, i rocciatori riuscirono a scalare comunque le pareti della penisola molto velocemente, dopo una meticolosa preparazione (si approssimarono alla penisola già alle ore 23:30, assistendo ad altri lanci di alianti sopra di essi): quando si accingevano a lasciare le scialuppe della HMS Ulster Monarch, udirono le grida dei compagni aliantisti che, annegando nelle acque agitate tra Punta Milocca e Terrauzza (la parte sud-occidentale della penisola della Maddalena), chiedevano disperatamente aiuto; tuttavia dovettero ignorarli, poiché la priorità era la riuscita della scalata (solamente in seguito la HMS Ulster Monarch andrà a soccorrere alcuni superstiti, mentre altri dovranno aspettare ben 9 ore in acqua prima che le navi britanniche si dedicassero ai soccorsi marittimi). Alle ore 2:30 gli uomini del SAS si trovavano tutti sul luogo prestabilito.
Nel frattempo, la difesa italiana della penisola, che consisteva in poche truppe locali - essenzialmente le camicie nere della MILMART, con 120 fanti appartenenti al 385º reggimento (colonnello Mario Damiani, 121º Reggimento di fanteria costiero) - si trovava in forte stato di agitazione; sgomenta sia per il fragoroso bombardamento, che avveniva a pochi metri di distanza, sia per l'atterraggio dei numerosi alianti (che sorvolavano le teste dei difensori) e sia per l'incertezza derivata dalla mancanza di comunicazioni con i comandi generali. L'allarme aereo era stato dato fin dalle ore 21:00 e quando intorno alle ore 22:00 numerosi razzi di luce illuminarono la penisola della Maddalena, attraversandola a bassa quota, poterono colpire qualcuno di quei tanti aerei.

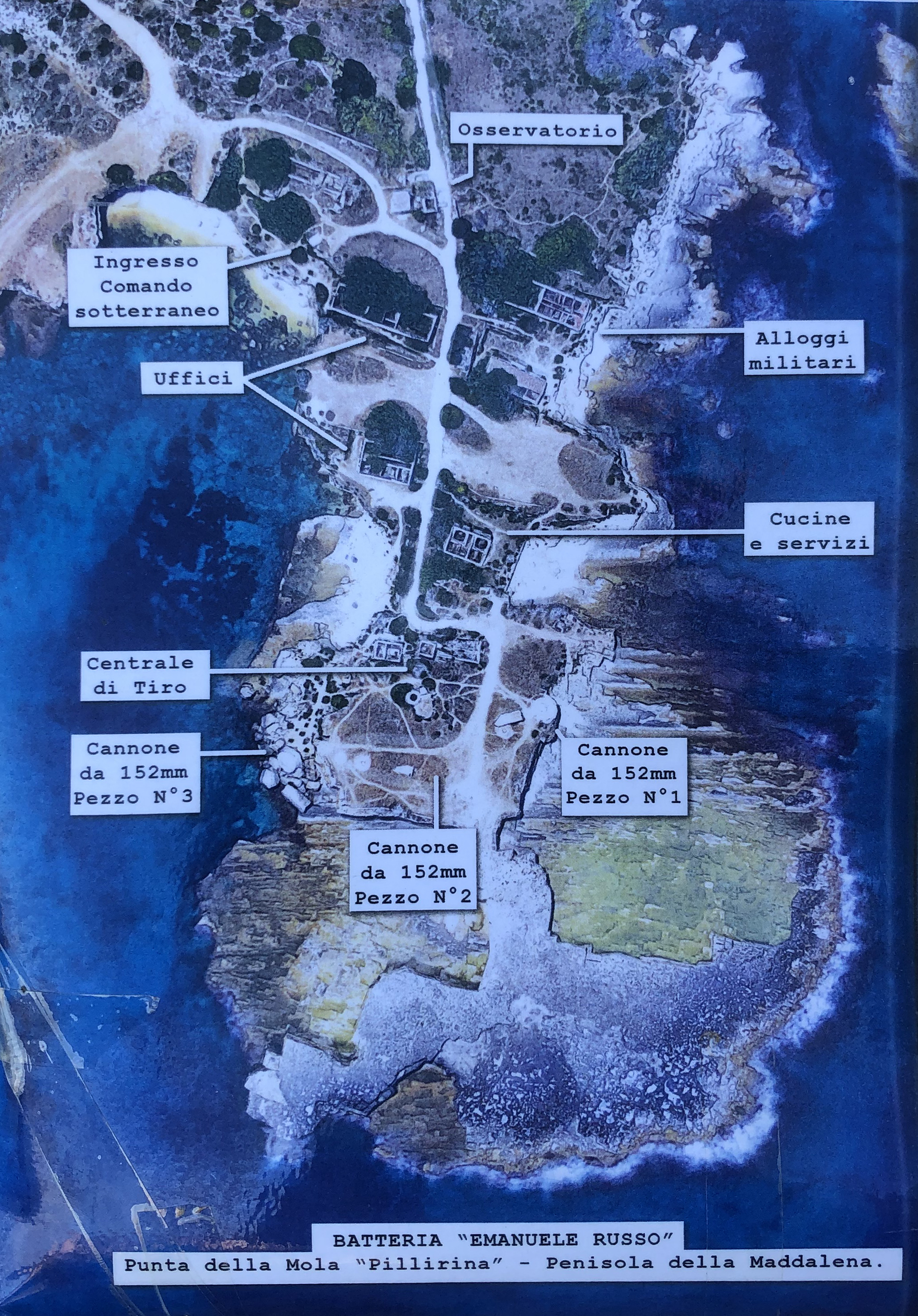
La mappa della batteria Emmanuele Russo, presa dal SAS

La parte degli scogli scelti dal SAS non si trovava in quei momenti presidiata, poiché i siracusani, conoscendone la ripidità e pericolosità, non credevano possibile che a qualcuno venisse in mente di scalarla; specialmente dopo aver assistito per tutto il pomeriggio al forte maltempo che l'aveva interessata. Potendo quindi contare su questo ulteriore fattore sorpresa, le forze speciali, una volta in cima, pugnalarono silenziosamente le sentinelle italiane che si trovavano nei dintorni.
Nella MILMART della Lamba Doria, quella che nell'immediato fu la più esposta al pericolo, alle ore 23:00 era stato dato l'allarme di un possibile attacco da parte di paracadutisti. Il comandante della Lamba Doria, Pandolfo Antonino, colto dall'ansietà della situazione, fece accidentalmente partire una raffica di proiettili dalla sua mitragliatrice, ferendo un suo compagno. L'attacco, che per gli italiani si svolse con i moschetti 91 e per entrambe le parti con il lancio di bombe a mano, lasciò sul campo dei legionari siracusani numerosi feriti e diversi morti (di cui si ignorano i nomi). La Lamba Doria venne sopraffatta e conquistata alle 4:30 del 10 luglio (venne distrutta un'ora dopo). In totale, dopo aver fatto saltare i cannoni, le batterie e altre eventuali difese della parte meridionale della penisola, i soldati del SAS portarono via con sé alle 5:00 del mattino circa 50 uomini, lasciando sul posto quelli feriti in maniera più grave, i quali rimasero tra i resti della Lamba Doria fino alla sera del 10 luglio, quando dei camion britannici li prelevarono per portarli nel campo di prigionia che nel mentre era stato allestito a Cassibile.
I fanti che si trovavano sparsi per il lato settentrionale della penisola, sotto la minaccia delle armi britanniche, si arresero senza opporre resistenza, approfittando dell'ordine dato dal comandante del SAS, il maggiore Paddy Mayne (Robert Blair «Paddy» Mayne, che fu tra i fondatori più rinomati delle forze speciali), il quale, a differenza dell'attacco iniziale, aveva stavolta dato ai suoi uomini l'ordine di non sparare contro gli italiani se non fosse stato necessario.. Nel mentre, gli inglesi avevano anche trovato dei civili nascosti nel sottosuolo della penisola (durante il bombardamento, essendo la Maddalena una zona da tempo popolata, i suoi abitanti avevano cercato riparo dentro i bunker; Siracusa ne aveva numerosi); non venne fatto loro alcun male, ma vennero tutti prelevati insieme ai prigionieri e assembrati in una masseria della penisola: alla masseria Damerio («Damerio farmhouse» per i britannici), in attessa che la conquista delle postazioni venisse ultimata.

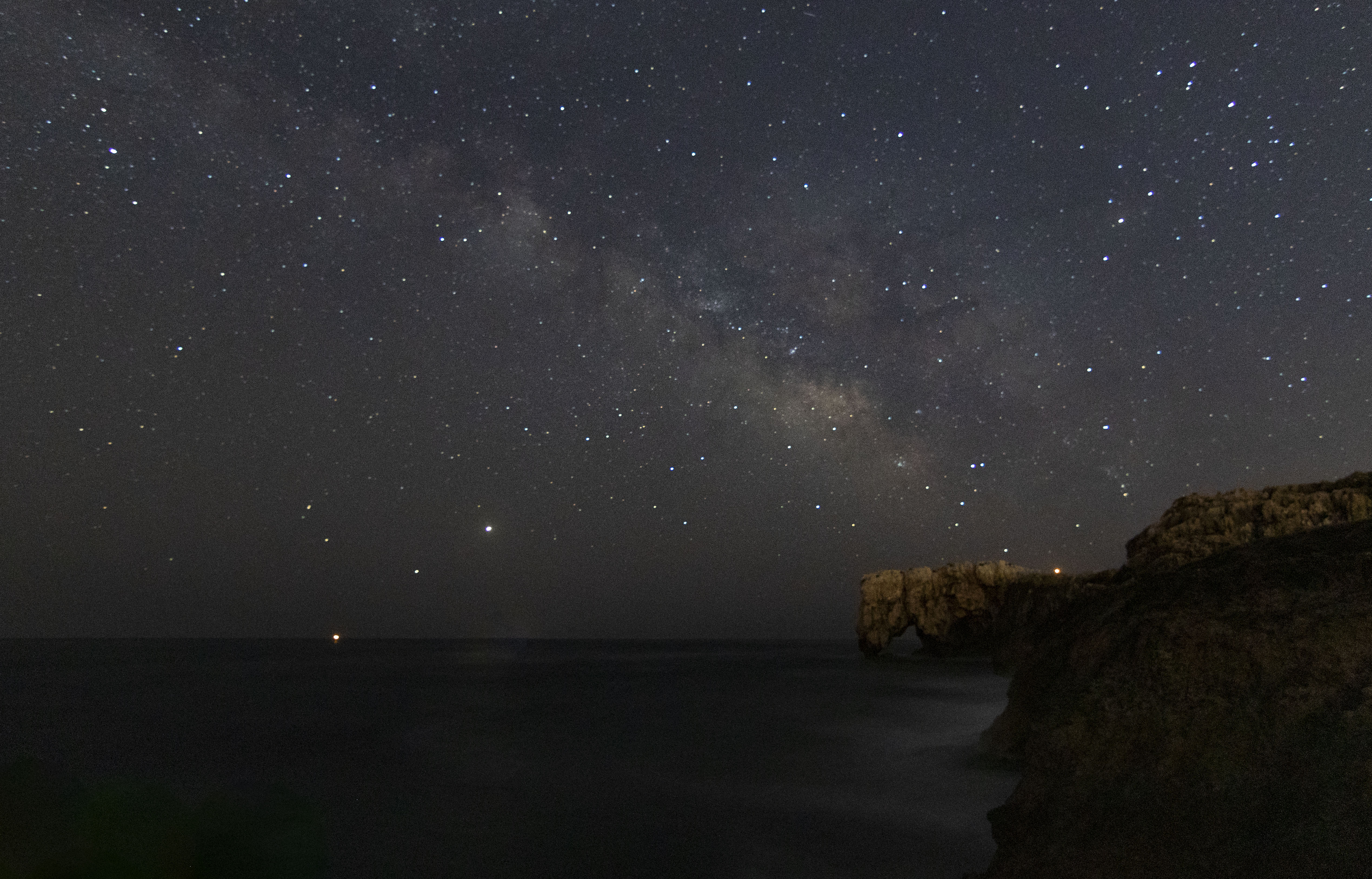
Nell'immagine nottura lo scoglio detto dell'Elefante (per via delle sue fattezze che ricordano molto l'omonimo animale), il quale si trova sul lato che venne scalato dal SAS per conquistare la penisola

All'alba tutta la penisola era stata rastrellata (distrutta anche la batteria Emmanuele Russo), le forze speciali si incamminarono verso la città, portandovi dentro oltre 400 prigionieri (vi entreranno solamente la mattina del 12 luglio, due giorni dopo il loro sbarco), poiché nel frattempo erano giunti all'ingresso della Maddalena altri soldati italiani, dopo che nella confusione della notte il comando della piazzaforte Augusta-Siracusa aveva detto loro di dare priorità alla penisola, trascurando piuttosto il primo grave fronte che si era aperto ai Pantanelli: la zona fluviale; l'obiettivo di Ladbroke.
700 perdite, tra feriti e morti, fu il grave bilancio finale per gli italiani che avevano tentato di opporsi alla presa della Maddalena. Leggermente differenti le cifre sulle perdite italiane secondo i resoconti degli uomini inglesi che parteciparono alla missione: quasi 500 i prigionieri e tra i 150 e i 200 i morti; sconosciuto in tal caso il numero dei feriti.. Le perdite per il SAS furono invece pressoché nulle: 1 agente speciale morto e 2 di essi feriti.
Era stato un legionario delle batterie della penisola a dare l'allarme alla città sulla presenza del SAS alla Maddalena: egli era giunto dopo essersi gettato in mare, attraversando a nuoto la distanza che separa Punta Castelluccio dal molo aretuseo. Il suo resoconto, pieno di particolari sulla pericolosità dell'avversario, contribuì a demoralizzare gli ufficiali e le alte cariche civili, già di per sé sconfortati dalla situazione generale: va infatti tenuto presente il non trascurabile dettaglio che Siracusa si trovava praticamente del tutto priva dell'alleato tedesco.
La mattina presto del 10 luglio, si diressero all'uscita della Maddalena. Il cammino delle forze speciali proseguì con relativa calma, tenendo sempre però sotto controllo il teatro bellico nel quale si stava consumando lo scontro tra gli aliantisti superstiti e i pochi difensori di Siracusa. Uno degli uomini del SAS, mentre avanzava tra gli spari e le bombe a mano, disse di avere l'impressione di stare giocando crudelmente al gatto con il topo, nel quale il SAS rappresentava la forza dominatrice del campo di battaglia. Quando si allontanarono dal luogo dei combattimenti, gli uomini britannici sbarcati la notte precedente, affamati, si dedicarono a saccheggiare gli orti aretusei, specialmente gli alberi di arance e i campi di pomodoro, del quale si riempirono abbondantemente tutti quanti le tasche, adoperando anche i prigionieri italiani per procurarseli, da essi soprannominati "Ities" (italiani) o "The Itie" al singolare. Tra soldati britannici e prigionieri italiani si sfioravano quasi i mille uomini in marcia tra quei campi:
(Gavin Mortimer, The SAS in World War II, 2015, p. 45.)

### Gli alianti e la presa di Ponte Grande
Il forte vento del 9 luglio fece rompere le formazioni degli aerei che quella sera sorvolavano i cieli siracusani, trainandosi dietro gli alianti. Un vento che prima della mezzanotte risultava ancora tempestoso: da 70 km orari era sceso a 50 km orari, continuando a flagellare anche il mare, che alle 22:00, sotto gli scogli della città, faceva registrare ai mezzi prossimi allo sbarco un soffio contrario di circa 30 nodi. I 144 aerei C-47 Dakota statunitensi, la maggior parte dei quali comandati da piloti americani richiamati dall'aviazione civile, trainavano altrettanti alianti: 136 Waco CG-4 e 8 Airspeed Horsa; le forze armate all'interno degli alianti erano tutte britanniche.
Altro fattore determinante, che fece entrare in confusione i piloti - poco addestrati e privi di pregressa esperienza bellica -, fu la contraerea italiana, la quale, riuscendo ad abbattere un o più Wako in volo, sparse il panico tra gli americani che, trovandosi pure nel mezzo del massiccio bombardamento iniziato alle 21:00 di sera, temendo di essere anch'essi abbattuti, sganciarono troppo precocemente il loro carico, provocando per gli aliantisti degli inaspettati e disastrosi ammaraggi, in acque ancora piene di cavalloni.
68 alianti finirono in mare, 250 inglesi morirono annegati: alcuni di essi riuscirono a uscire dagli alianti rompendone le pareti con le asce; alcuni vennero uccisi dalle mitragliatrici italiane, puntate contro di loro sul mare; altri morirono non sapendo nuotare o sopraffatti dalle onde in attesa dei soccorsi, sopraggiunti per loro, nel caos generale, troppo tardi. Tra quelli che toccarono il suolo siciliano, 64 (56 secondo altre fonti), un Airspeed Horsa andò ad atterrare proprio sulle mine che i siracusani avevano posto lungo le sponde dei loro fiumi, facendo esplodere l'aliante e uccidendo l'intero equipaggio.
Degli oltre 2 000 uomini che componevano la 1st Airlanding Brigade della 1ª AD, comandata dal brigadiere Philip Hicks, solamente 87 riuscirono ad arrivare illesi all'obiettivo principale della missione: Ponte Grande.
Data la disastrosa fase degli atterraggi, la missione il cui nome in codice era Solent (l'occupazione dell'isola di Ortigia), appariva ormai fuori portata per il ristretto plotone giunto al ponte, che era comunque riuscito fin da subito a togliere le mine lì posizionate dai siracusani; costoro decisi a far saltare in aria la costruzione per impedire agli inglesi la via più facile per la città. La battaglia che ne seguì fu accanita da entrambe le parti. E dopo che in mattinata erano giunti sul posto i militi del 385º reggimento costiero, che sostennero i pochi fanti e marinai lì presenti fin dalla notte, la situazione stava decisamente volgendo a favore degli italiani:
(James Holland, Sicily '43 (a times book of the Year), 2020, cap. 15: Night Attack)

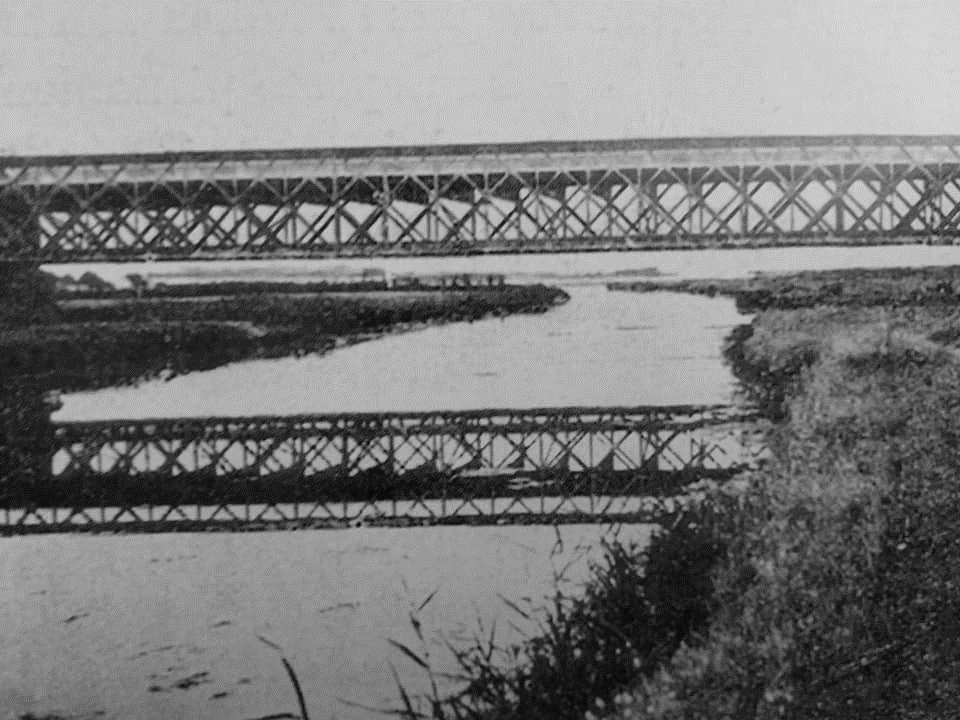
Ponte Grande, il ponte di ferro (Waterloo), prima della sua demolizione (se pur salvato dagli inglesi, i siracusani successivamente lo distrussero e ne costruirono un altro parallelo ad esso)

Anche i siracusani avevano perso numerosi loro compagni (il numero delle vittime italiane di Ladbroke non risulta a tutt'oggi chiarito): si sa che durante la notte giunse a Ponte Grande un camion dei vigili del fuoco (sono noti solo due o tre cognomi dei pompieri che combatterono, ad esempio Fazzina e Partexano), che dopo aver domato un incendio a Cassibile si trovarono coinvolti negli scontri della zona fluviale aretusea; costoro avevano portato con sé anche un membro dell'U.N.P.A., Nunzio Formisano, che nella strada cassibilese aveva disarmato e fatto prigioniero, insieme a un suo amico di nome Merlino, un aliantista inglese.
Vi era con i pompieri anche un brigadiere della Pubblica Sicurezza, Calisto Calcagno (originario di Piazza Armerina), del quale invece si ha un'ampia testimonianza poiché costui era ospite, insieme alla moglie, della contessa Aline Grande Sdrin Subic Conemenos, nobildonna di Santa Teresa Longarini (località posta tra Ognina e il borgo di Cassibile), nella cui villa, presso la contrada San Michele, si sarebbe firmato due mesi dopo lo storico armistizio (lì sarebbe giunto, tra gli altri, anche Dwight D. Eisenhower, insieme al comando generale britannico). La moglie di Calisto raccontò che il marito morì nei pressi di Ponte Grande, dopo aver risposto al fuoco con la propria pistola, colpito con una raffica di mitragliatrice dal nemico appostato tra gli alberi; la stessa fine fece Formisano. Poco o nulla si sa degli altri difensori italiani morti o feriti per la presa del ponte principale e, più in generale, per la presa dell'intera area fluviale.
I soldati del SAS, la cui venuta fu provvidenziale per gli aliantisti (poiché li aiutarono nonostante non rientrasse nella loro missione speciale farlo), testimoniarono che il 12 luglio, nei pressi dei fiumi, l'aria era divenuta irrespirabile a causa del tremendo odore che facevano i corpi delle vittime: uno di quegli uomini rimase visivamente colpito dal corpo di un italiano che era stato bruciato insieme al suo veicolo mentre vi si trovava ancora al posto di guida; si trattava di un corriere. Quando la battaglia terminò, gli inglesi gettarono i corpi nei fiumi (quelli dell'Anapo non raggiunsero il mare aperto grazie a una rete di sbarramento posta dagli italiani) e in seguito, il 13 luglio, ne seppellirono diversi lungo i margini fluviali e sotto Ponte Grande. Solo in un secondo tempo questi avrebbero avuto adeguata sepoltura nel cimitero della città; così come accadde per i britannici morti sulle spiagge della Maddalena e per gli italiani morti sulle campagne di quella penisola. La moglie di Formisano, recatasi sul posto l'11 luglio per cercare il corpo del marito, raccontò che tra i tanti morti vi erano anche dei cavalli (difatti, nelle prime fasi della battaglia i siracusani avevano caricato gli aliantisti in groppa dei loro cavalli).
Nel frattempo, sul tardo pomeriggio del 10 luglio, gli italiani erano riusciti a fare arrendere gli aliantisti superstiti e li stavano conducendo prigionieri a Siracusa. A ribaltare la situazione giunsero per i britannici i soccorsi dalle spiagge (dal loro inaspettato ritardo era dipeso l'ulteriore intervento del SAS).

## Conseguenze

### Gli Alleati conquistano Siracusa
Intorno alle 16:00 del 10 luglio, mentre i siracusani conducevano i superstiti aliantisti in città, arrivarono da sud, percorrendo la SS115 da Cassibile-Fontane Bianche, i soldati del 2º battaglione dei Royal Scots Fusiliers (17ª brigata). Gli scozzesi sorpresero i fanti siracusani intenti a posizionare nuovamente i detonatori e le micce su Ponte Grande.
Insieme ai Royal Scots Fusiliers sopraggiunse anche un'avanguardia motocorazzata della 5ª divisione. Sopraffatti dalle nuove forze, i siracusani non riuscirono a fare saltare il ponte. Gli scozzesi liberarono i loro compagni aliantisti e presero prigionieri gli italiani. Il capitano Boucher-Giles così commentò la situazione che si trovò davanti:
(Cit. del capitano Boucher-Giles in Jeremy Dummett, Syracuse, City of Legends, 2010, p. 144.)
Se da parte italiana non si può comunque giungere a un numero più o meno preciso sui morti e sui feriti di Ladbroke (anche se le testimonianze del SAS e del capitano Boucher-Giles permettono di andare oltre le lacune della memoria locale, che ha finito per conservare e ricordare solo un paio di nomi di coloro che combatterono alla zona fluviale), da parte britannica il conteggio risulta molto più definito: insieme ai circa 250 annegati, i britannici persero altri 443 uomini per Ladbroke; tra morti, feriti e prigionieri (difatti, non tutte le 1 063 salme presenti al Syracuse War Cemetery appartengono ai caduti dell'operazione Ladbroke, ma includono anche militi del Regno Unito morti in altre circostanze belliche del periodo).
Alle 17:00 giunse l'inaspettato ordine da parte della DICAT di far saltare tutte le difese rimaste ancora intatte di Siracusa, Melilli (che rappresentava la sede logistica del comando della piazzaforte) e Augusta: nello stupore generale, poiché la zona nord aretusea non era ancora stata compromessa o interessata dall'invasione; tra le altre, venne fatta saltare in aria anche la batteria detta Opera A di Capo Santa Panagia (che era una delle batterie più temute dalla Royal Navy).
Da quell'ordine, privo di spiegazioni, si sarebbe sparsa in seguito la voce, infondata, che la piazzaforte di Siracusa-Augusta avesse tramato contro l'Asse in Sicilia; si arrivò persino a dire che dal comando siracusano era stato dato ordine di far passare per le armi chiunque avesse continuato a sparare contro gli invasori; ciò accadeva nel settore da sbarco di Agrigento (che non rientrava neppure lontanamente nei domini della piazzaforte in questione):
(Dalla lettera del soldato Giuseppe Simeone di Agrigento, pubblicata postuma nel Secolo d'Italia, il 22 settembre 1956.)
Oltre alla mancata difesa della piazzaforte nel suo lato settentrionale, nel mentre, pure quei pochi tedeschi che erano stati assegnati ai FlaK (FlugabwehrKanone) di Siracusa, con il compito di presidiare la città dagli attacchi aerei, avevano lasciato le proprie postazioni scoperte e si erano diretti verso nord. La via per il porto aretuseo appariva dunque, adesso, priva di pericoli per il nemico.
Intorno alle 21:00 di sabato sera (sostanzialmente 24 ore dopo l'avvio dell'operazione Ladbroke), furono i fucilieri scozzesi della 17ª brigata - la medesima che in mattinata aveva già occupato Cassibile - a entrare per primi a Siracusa, dato che gli aliantisti della 1ª AD vennero soccorsi e rimpatriati al campo base posto in Tunisia: lì ci furono accesi diverbi tra gli Alleati, con il rischio di scontri a fuoco, poiché i britannici accusarono gli americani della strage dei propri uomini in mare, dando la colpa del doloroso disastro ai loro piloti poco addestrati; le due parti dovettero essere separate e poste in accampamenti diversi.
Ladbroke effettivamente lasciò molto amaro in bocca agli anglo-americani: quando un distaccamento del 4° Camera Detachment (12° Combat Camera Unit) della U.S. Army Air Forces, costituite da Jack Warner (capo dei Warner Bros. Studios di Hollywood), giunse a Siracusa per filmare i successi degli Alleati, il tenente di quella spedizione, l'americano H. Bollerman, con la sua troupe cinematografica, decise di non mandare mai in onda quel che riprese sulle spiagge della Maddalena: dozzine e dozzine di corpi di soldati britannici che erano stati portati a riva dalla corrente, non più riconoscibili.

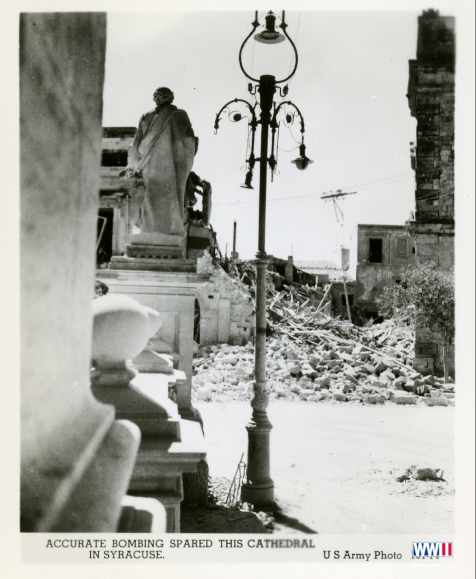
Una delle fotografie scattate dalla troupe di Hollywood a Piazza Duomo; davanti alla statua di San Pietro i resti di uno dei principali edifici aretusei; nel titolo si sottolinea come il bombardamento mirato abbia di proposito risparmiato il Duomo dalla distruzione

Il primo ministro britannico, Winston Churchill, preso dall'entusiasmo per il successo generale dell'operazione Husky e per la rapida cattura di Siracusa, si limitò ad annotare il nefasto esito di Ladbroke con un semplice: «This was a very serious disaster» (egli, comunque, si recherà anni dopo a visitare le tombe di quei soldati; in occasione della sua permanenza a Siracusa nel 1955).
Gli inglesi trovarono una città in gran parte abbandonata: era da tempo che le famiglie siracusane, per trovare scampo dai bombardamenti sempre più frequenti sulla costa, erano migrate nell'entroterra ibleo. Quelli che erano rimasti, avevano preferito trascorrere la giornata del 10 luglio all'interno dei rifugi antiaerei, che per Siracusa erano dati in gran parte da antichi ipogei e catacombe; e fu lì, nelle catacombe aretusee, che gli scozzesi, accompagnati dagli indiani, andarono a scovare buona parte della popolazione. Di seguito si riporta la testimonianza di Maria Nanè, una giovanissima che visse i primi momenti dell'occupazione insieme alla sua famiglia:
Il morale della popolazione era provato dai bombardamenti ma anche dalla fame cronica. Coloro che da lì a breve sarebbero stati identificati e acclamati dall'Europa come i liberatori dei popoli dal dominio nazi-fascista, intravidero in Siracusa - il primo capoluogo europeo che conquistarono e «the first port of fall in Fortress Europe» (il primo porto a cadere nella Fortezza Europa) - ostilità, diffidenza e tanta aspettativa. Il cattivo stato di salute che affliggeva i siciliani ormai da anni, finirà per spandersi sui soldati, contagiandoli. Le forze occupanti, infatti, avranno un ruolo determinante, da un punto di vista specialmente sanitario, nel risollevare la sorte di molti abitanti dell'isola: la stessa Nanè ricorda come sua sorella, colpita dall'epidemia di febbre tifoide, che imperversava in città, venne salvata dai medici inglesi che portarono la penicillina.
Quindi tra la notte del 10 luglio e la domenica mattina dell'11 luglio, rastrellati altri prigionieri in città e assicurato l'ordine tra la gente, il porto di Siracusa accolse, volente o nolente, la moltitudine di navi militari della flotta alleata: la Eastern Naval Task Force dell'ammiraglio Bertram Ramsay, che era giunta dal caposaldo britannico di Alessandria d'Egitto e di Suez, oltre che dall'allora palestinese Haifa (quel caposaldo, l'Egitto, che Hitler aveva detto di temere più della Malta colonia inglese, e per il quale aveva sacrificato e precluso, alla fine inutilmente, l'azione sull'isola posta sotto la Sicilia, nella speranza di sottrarre ai britannici prima la terra egizia). Questa flotta trasportava l'8ª Armata su 810 navi da guerra e da sbarco e su 715 mezzi anfibi.
Se pur non adeguatamente sfruttato da secoli, il porto aretuseo, grazie alle sue caratteristiche naturali, rimaneva l'unico in Sicilia che nell'immediato poteva rappresentare una sicura base d'appoggio per il prosieguo delle vaste operazioni belliche in territorio nemico; per tale motivo la sua cattura era stata stabilita come prioritaria fin dalla stesura del piano redatto dal Combined Chiefs of Staff. Il 12 luglio il The Times rimarcò ciò che significava per gli Alleati possedere questa città sul mare: «Siracusa [...] è tuttora quel porto naturale che era nell'antichità».

### Gli altri sbarchi nel siracusano contemporanei a Ladbroke

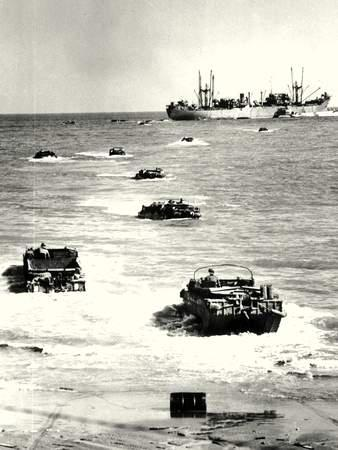
Veicoli militari anfibi britannici mentre approdano tra le spiagge del siracusano

Avola, confinante a sud-ovest con Siracusa, fu tra i primissimi territori dell'area ad essere attaccati: mentre intorno alle 22:00, la sera del 9 luglio 1943, i bombardieri e i paracadutisti britannici davano il via all'operazione Ladbroke, nel medesimo orario piombavano sulle campagne avolesi diverse centinaia di paracadutisti americani del 505th Infantry Regiment, lanciati per errore al di fuori del settore statunitense.
Mentre avvenivano i primi lanci aviotrasportati, molti dei quali con esiti disastrosi, e le forze speciali e i bombardamenti impegnavano fin da subito le difese italiane (assenti nel siracusano quelle tedesche, nonostante il primo allarme sull'invasione partisse proprio da una radio tedesca sita nel capoluogo), iniziavano a giungere sulle spiagge siracusane i soldati britannici che avevano attraversato il Mediterraneo sui numerosissimi mezzi da sbarco: alcuni ancora a notte fonda, altri alle prime luci dell'alba del 10 luglio 1943. Essi si concentravano tutti a sud di Siracusa, nessuno a nord di essa, poiché la parte settentrionale della piazzaforte (da Priolo Gargallo ad Augusta), non era ancora ufficialmente caduta. Toccavano terra le truppe dell'8ª Armata britannica del Regno Unito: il XIII Corps (corpo d'armata), comandato dal generale Miles Christopher Dempsey, e il XXX Corps, comandato dal generale Oliver Leese (rispondevano entrambi al 15th Army Group del comandante di tutte le forze di terra nel Mediterraneo, Harold Alexander).
Da Cassibile, passando per Santa Teresa Longarini (tenuta dagli italiani fino alla mattina dell'11 luglio), fino alle spiagge netine, si verificarono aspri combattimenti: i battaglioni alleati che vi presero parte subirono perdite, mentre gli italiani che tenevano le postazioni su quelle spiagge, divisi in piccoli gruppi, finirono spesso uccisi. 
In successione: il borgo di Cassibile venne occupato la mattina del 10 luglio intorno alle 10:00; seguì Avola che cadde il pomeriggio del 10 luglio intorno alle 15:00 (dopo aspra guerriglia urbana); Siracusa cadde la sera del 10 luglio, intorno alle 21:00, quando gli uomini scozzesi del 2º battaglione dei Royal Scots Fusiliers (17ª brigata) si riversarono nelle sue strade, ormai prive di difensori.

### Lo scontro a Priolo Gargallo e la presa di Augusta
I tedeschi, al momento dello sbarco, presidiavano in massa sia l'area occidentale della Sicilia (dove ci si aspettava, erroneamente, che sarebbe avvenuta l'invasione, a causa della vicinanza con la Tunisia, occupata dagli americani) e sia l'area dell'alto vulcano siciliano, ovvero i comuni situati alle pendici del monte Etna. Gli unici tedeschi che presidiavano l'area del siracusano, se si escludono i pochi FlaK e il già dimezzato 6° Seenotstaffeln della X. Fliegerkorps (posti tra Siracusa e Augusta), erano i 400 soldati della Kriegsmarine, con il 3° Schnellboot-Flottille; ma costoro, tra la sera del 10 luglio e l'alba dell'11 luglio, abbandonarono il porto di Augusta, nella stessa identica maniera in cui lo fecero gli italiani posti agli ordini dell'ammiraglio Priamo Leonardi.

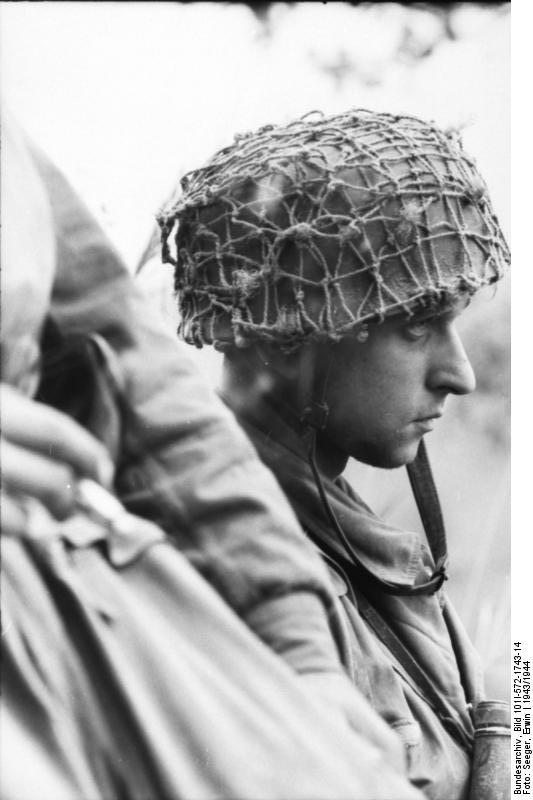
1943: soldato tedesco durante la Campagna d'Italia (della quale faceva parte la conquista della Sicilia). I primi screzi tra tedeschi e italiani si verificarono con la caduta di Augusta

Inoltre, secondo il capitano di fregata Marcantonio Bragadin furono i marinai tedeschi i primi a lasciare e sabotare le postazioni, dando l'esempio agli italiani, che li seguirono (concetto ripetuto dallo storico e statista siciliano Gaetano Zingali, anch'egli vissuto nell'epoca del nazi-fascismo). In tal caso, l'effetto domino risalirebbe direttamente ai soldati di Siracusa, e in seguito ai tedeschi di Augusta, poiché fu sul lato settentrionale della penisola della Maddalena che si verificarono le prime rese di massa del settore siculo-orientale.
Avanzate e mandate in combattimento le proprie difese su Piano Lupo e su Scoglitti (rispettivamente in territorio agrigentino e ragusano), finalmente il comandante della Fallschirm-Panzer-Division 1 "Hermann Göring", Paul Conrath, fece scendere dalle alture etnee di Paternò, verso Siracusa, il raggruppamento tattico della "Hermann Göring", il "Kampfgruppe Schmalz", guidato dal suo vice, il colonnello Wilhelm Schmalz, il quale giunse ad affacciarsi dalle alture di Melilli su Augusta solo il 12 luglio.
In realtà, Schmalz, si trovava nei pressi di Siracusa fin dalle ore 20:00 del 10 luglio (un'ora prima che i britannici occupassero il capoluogo), poiché egli, nell'entroterra mellilese, presso Villasmundo, si era incontrato con l'ammiraglio Priamo Leonardi e con questi aveva stabilito un piano per cercare di fermare l'avanzata degli Alleati verso Catania e addirittura salvare Siracusa dall'imminente capitolazione.

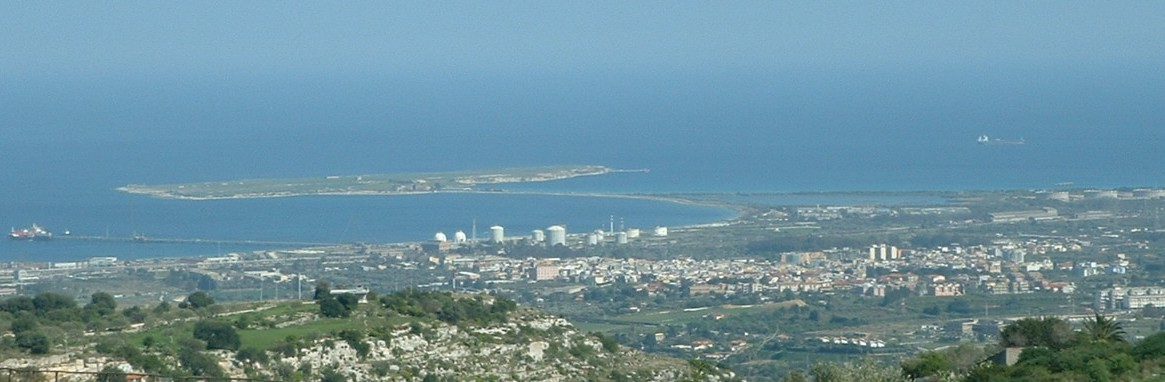
Priolo Gargallo (odiernamente non più parte del Comune di Siracusa), vista dalle alture di Melilli

Per cui, prima di dirigersi ad Augusta, e da lì inviare il noto telegramma a Berlino, che sarebbe stato carico di conseguenze, il colonnello tedesco mandò i suoi uomini nella direzione opposta a quella della base navale: discesero su Priolo Gargallo, mentre egli rimase a Villasmundo, in attesa del risultato.
Priolo Gargallo era all'epoca, così come Cassibile, un borgo della città di Siracusa e contava circa 5 000 abitanti. Quando i tedeschi vi entrarono, l'11 luglio, lo trovarono del tutto spopolato: la sua gente era andata a cercare riparo dentro i siti archeologici preistorici che circondavano il borgo. Il "Kampfgruppe Schmalz" vide venirgli incontro, in contrada San Focà, la 17ª brigata britannica della 5ª divisione, con il 2º battaglione dei Royal Scots Fusiliers e una numerosa colonna di carri armati Sherman, giunti dalla Targia. Lo scontro si accese intorno alle 16:00 del pomeriggio e andò avanti fino a sera.
I tedeschi, a loro volta motocorazzati, riuscirono a rendere inutilizzabili 6 carri armati nemici e a ferire il comandante dello squadrone corazzato, che venne fatto rientrare in città. Gli inglesi carristi si dispersero quindi momentaneamente, cercando riparo in uno dei boschi priolesi. I tedeschi approfittarono del vantaggio ottenuto per imboccare la strada che li avrebbe condotti dentro Siracusa, ma a bloccarli nuovamente fu l'intervento della Royal Navy che, non essendoci più batterie costiere a contrastarla, poté bombardarli dal mare con gli incrociatori e con i caccia Mauritius, Uganda, Nubian e Eskimo, i cui missili giunsero fino alle pareti rocciose di Melilli. Nel frattempo, la colonna degli Sherman si riorganizzò sotto un nuovo comandante. La 5ª divisione si rischierò. Come supporto ulteriore, giunse per gli inglesi l'aviazione, cosicché la via per Siracusa appariva ai tedeschi definitivamente sbarrata, essendo attaccati in quella direzione da terra, dal mare e dall'aria.
Da Melilli, nonostante le sorti dello scontro si mostrassero già decise, giunse in soccorso del "Kampfgruppe Schmalz" il battaglione 504°, facente parte del 121º Reggimento di fanteria costiero, posto agli ordini del colonnello Mario Damiani (uno dei 4 battaglioni che presidiavano la piazzaforte Siracusa-Augusta), che si divise in due compagnie - una di queste si mise alle dipendenze del maggiore tedesco Kruger-, con il compito di tenere l'area priolese.

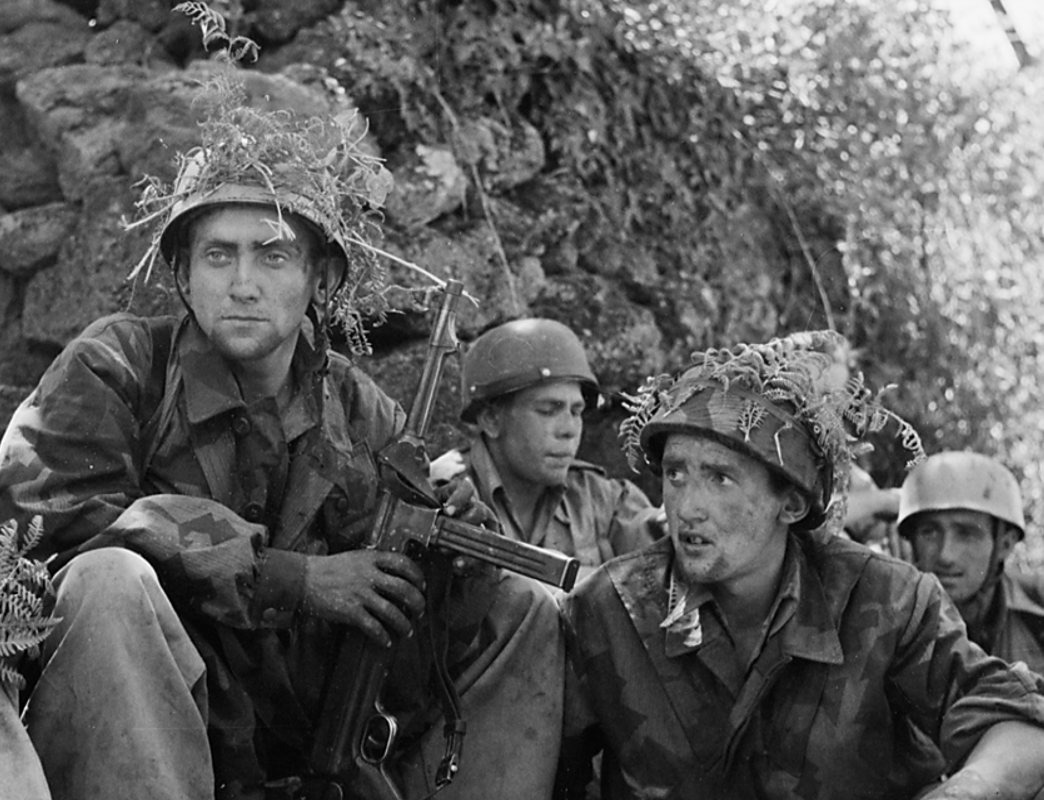
Soldati tedeschi in Sicilia (in foto il gruppo di paracadutisti che Adolf Hitler inviò sull'isola come rinforzo per difendere a oltranza la linea dell'Etna, dato che molto presto ci si rese conto che non era più possibile riconquistare le città perdute)

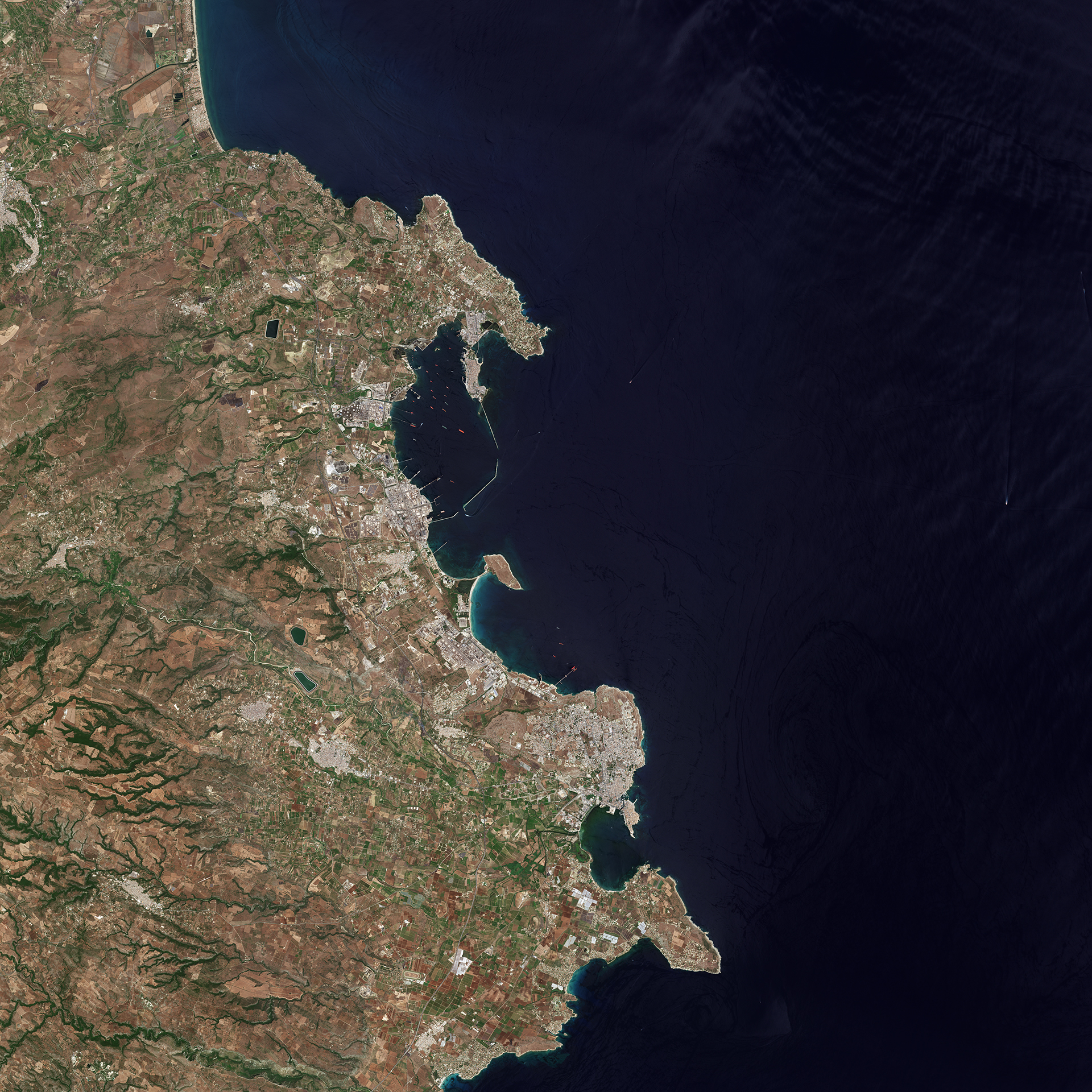
Nell'immagine satellitare scattata dall'ESA (European Space Agency) è visibile l'area centrale del siracusano: tra Siracusa e Augusta (da sud a nord) vi sono Priolo, Melilli e, dietro i monti Climiti (a ovest), Floridia e Solarino; furono i luoghi dove tedeschi e italiani cercarono un contatto tra loro, senza riuscire ad ottenerlo

Tuttavia, se pur i soldati melillesi affiancarono i tedeschi, il gruppo appariva sempre in inferiorità numerica rispetto al determinato avversario. Schmalz sapeva che i fanti della 54ª Divisione fanteria "Napoli" dovevano trovarsi da qualche parte lì intorno, poiché scesi da Palazzolo Acreide e diretti verso Siracusa. Ma i monti Climiti - lunghe propaggini iblee - spezzavano inesorabilmente la visuale tra Priolo, Melilli e quel che vi era alle sue spalle, ovvero Floridia e Solarino, dove effettivamente, all'insaputa del colonnello tedesco, era giunta la divisione "Napoli"; si trovava a pochi chilometri da Schmalz. Anche il colonnello Francesco Ronco, comandante del 75º reggimento fanteria "Napoli", stava cercando l'alleato tedesco, nella speranza di combattere insieme contro i britannici che avanzavano da Cassibile, oltre che dalla Targia.
Le loro strade, ciononostante, non si incrociarono: impossibilitati a individuarsi, a causa dei monti, il "Kampfgruppe Schmalz" non attese oltre e si diresse ad Augusta, mentre Ronco e i suoi uomini vennero sorpresi e bloccati dai britannici verso Solarino. Tra l'altro, i tedeschi non comunicarono la loro ritirata da Priolo al 504º battaglione di Damiani, il quale, isolato, rimase prigioniero degli inglesi.

### Caduta definitiva della piazzaforte
Alle prime luci dell'alba del 12 luglio, Schmalz e il suo gruppo motocorazzato entrarono nella città abbandonata di Augusta: oltre ai civili, fuggiti in massa sul monte Tauro, i numerosi fanti - anche tedeschi, come sopra si è accennato - avevano lasciato la notte precedente la base navale. Schmalz si adirò: cercò l'ammiraglio Leonardi, senza riuscire a trovarlo, si sentì tradito, essendosi incontrato con questi il 10 di luglio, e volle informare Hitler di quel che era accaduto nel lato nord della piazzaforte. Il suo telegramma rimbalzò fino a Roma, dove colse tutti di sorpresa. Nel mentre, i britannici incalzavano e Schmalz, per non farsi catturare, abbandonò anch'egli Augusta, con i propri uomini, lasciando il suo porto al nemico. Ripiegò verso ovest. Si inoltrò alla valle del Marcellino, in direzione Carlentini-Lentini. Anche questa volta, Schmalz, se pur convinto di stare andando incontro alla divisione "Napoli", non avrebbe trovato l'alleato italiano (la cui disfatta stava avvenendo in quelle stesse ore a Floridia). Verso mezzogiorno, su una Melilli ormai aggirata, fecero il loro ingresso i fanti inglesi del 2° "Wiltshire".
Poco prima dell'abbandono definitivo della base, un esiguo gruppo di avieri italiani, operanti all'idroscalo di Augusta, tentò di difendere il porto con le proprie armi, in solitaria, rispondendo al richiamo che era giunto dal comando di brigata aerea dell'aeroporto di Catania-Fontanarossa: ad essi si unirono pochi tedeschi, che osservavano la scena da una contrada nelle vicinanze. La Royal Navy prese a bombardarli; un tedesco rimase ucciso nei pressi del cancello dell'hangar dirigibili (Gefreiten Josef Nescinsky o Erich Schaumburg del 5º reggimento Panzergrenadier). I difensori si ritirarono e le navi avversarie - uno sparuto gruppo di esse - penetrarono nel porto: in queste prime navi si trovava anche il SAS comandato da 'Paddy' Mayne, il quale, dopo la penisola della Maddalena, occupò Augusta.
Siracusa e Augusta, poste in un punto particolare - molto strategico - della mappa geografica mediterranea, nel corso della loro millenaria storia militare (specialmente la prima), erano state, di norma, sempre le ultime a cadere o a non cadere affatto. In virtù di tale ragione storica, era stata lasciata alla piazzaforte una larga autonomia (essa aveva difese staccate dal resto dell'isola e i suoi uomini non dovevano rispondere ad altri se non all'ammiraglio che in quel momento governava il caposaldo). La caduta, quindi, stavolta così repentina, fulminea, di quella che aveva avuto la fama d'essere, fino al 9 luglio 1943, la piazzaforte più munita e impenetrabile dell'isola, lasciò l'Asse basito; spiacevolmente sorpreso.
L'allarme, partito da una radio tedesca di Siracusa alle 4:00 di notte del 10 luglio,[150] si era tramutato in un'inaspettata presa di coscienza già il 13 luglio. 
Mentre Mussolini apriva un'inchiesta sulla caduta della piazzaforte, alla ricerca di colpevoli, il 13 luglio Hitler riunì i suoi generali per stabilire la nuova strategia da adoperare in Sicilia: egli, nonostante le promesse di inviare rinforzi al Duce, decise fin da quel giorno che l'avrebbe abbandonata, ciò che però non voleva che accadesse era che le sue migliaia e migliaia di soldati - non entrati quasi in battaglia poiché non giunti per tempo nell'area gelese o in quella siracusana, o ancora perché rimasti a terra con gli aerei distrutti (cosa per la quale Hitler si adirò molto) - rimanessero bloccati sull'isola (preludio dell'operazione Lehrgang).
Il 14 luglio il Duce scrisse una nota nella quale, tra le altre urgenti questioni, chiedeva:

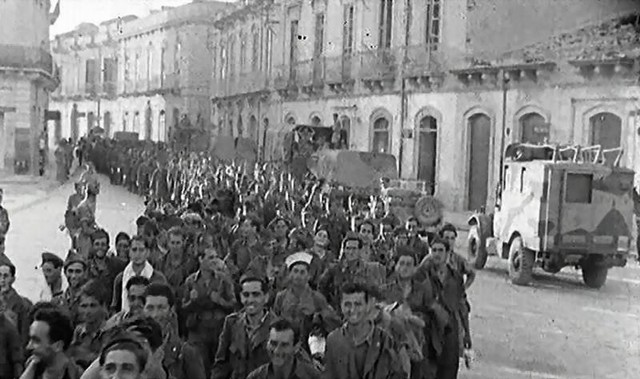
Soldati italiani catturati a Siracusa

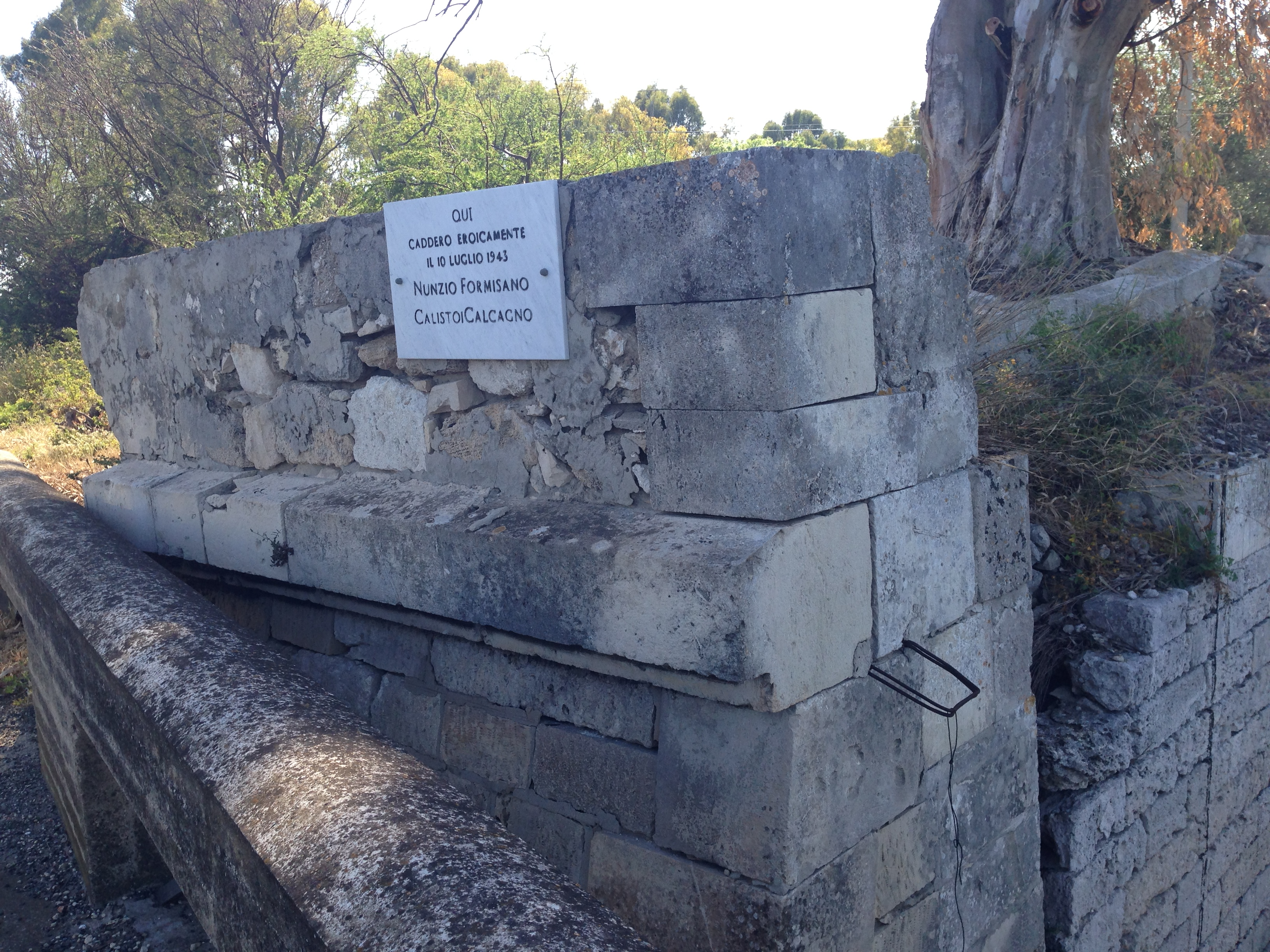
Targa commemorativa sul vecchio ponte dell'Anapo in ricordo di Nunzio Formisano e Calisto Calcagno morti il 10 luglio 1943 nel difendere il ponte dall'attacco inglese.

- perché dopo lo sbarco, la penetrazione in profondità è avvenuta con un ritmo più che veloce:
- perché il nemico dispone di una schiacciante superiorità aerea;
- perché dispone di truppe addestrate e specializzate (paracadutisti, aliantisti);
- perché ha quasi incontrastato il dominio del mare;
- perché i suoi Stati Maggiori dimostrano decisione ed elasticità nel condurre la campagna.

Prima di decidere il da farsi, è assolutamente necessario - per valutare uomini e cose - di conoscere quanto è accaduto. È assolutamente necessario perché tutte le informazioni del nemico (il quale dice la verità quando vince) e persino passi ufficiali dell'alleato impongono un riesame di quanto è accaduto nelle prime giornate.
1. Le divisioni costiere hanno resistito il tempo necessario - hanno dato, cioè, quello che si riteneva dovessero dare?
2. La seconda linea, quella dei cosiddetti capisaldi, ha resistito o è stata troppo rapidamente sommersa? Il nemico accusa perdite del tutto insignificanti, mentre ben 12 mila prigionieri sono già caduti nelle sue mani.
3. Si può sapere che cosa è accaduto a Siracusa, dove il nemico ha trovato intatte le attrezzature del porto e ad Augusta, dove non fu organizzata nessuna resistenza degna di questo nome e si ebbe l'inganno noto di una rioccupazione di una base che non era ancora stata occupata dal nemico?»

(Benito Mussolini)

### Il contrattacco aereo della Luftwaffe e della Regia Aeronautica
La Luftwaffe (Wehrmacht) presente sull'isola si dedicò, subito dopo l'Operazione Ladbroke, a colpire il più possibile la Eastern Naval Task Force; concentratasi in alcune zone centrali delle coste siracusane. La Royal Navy, infatti, oltre ad occupare Siracusa, aveva lasciato parte della flotta ad Avola e fu quindi in questo tratto di mare, dal porto Grande, passando per la penisola della Maddalena e Cassibile, fino alle spiagge avolesi, che si scatenò maggiormente la lotta di fuoco aeronavale. Pure Augusta venne intensamente colpita dai raid.

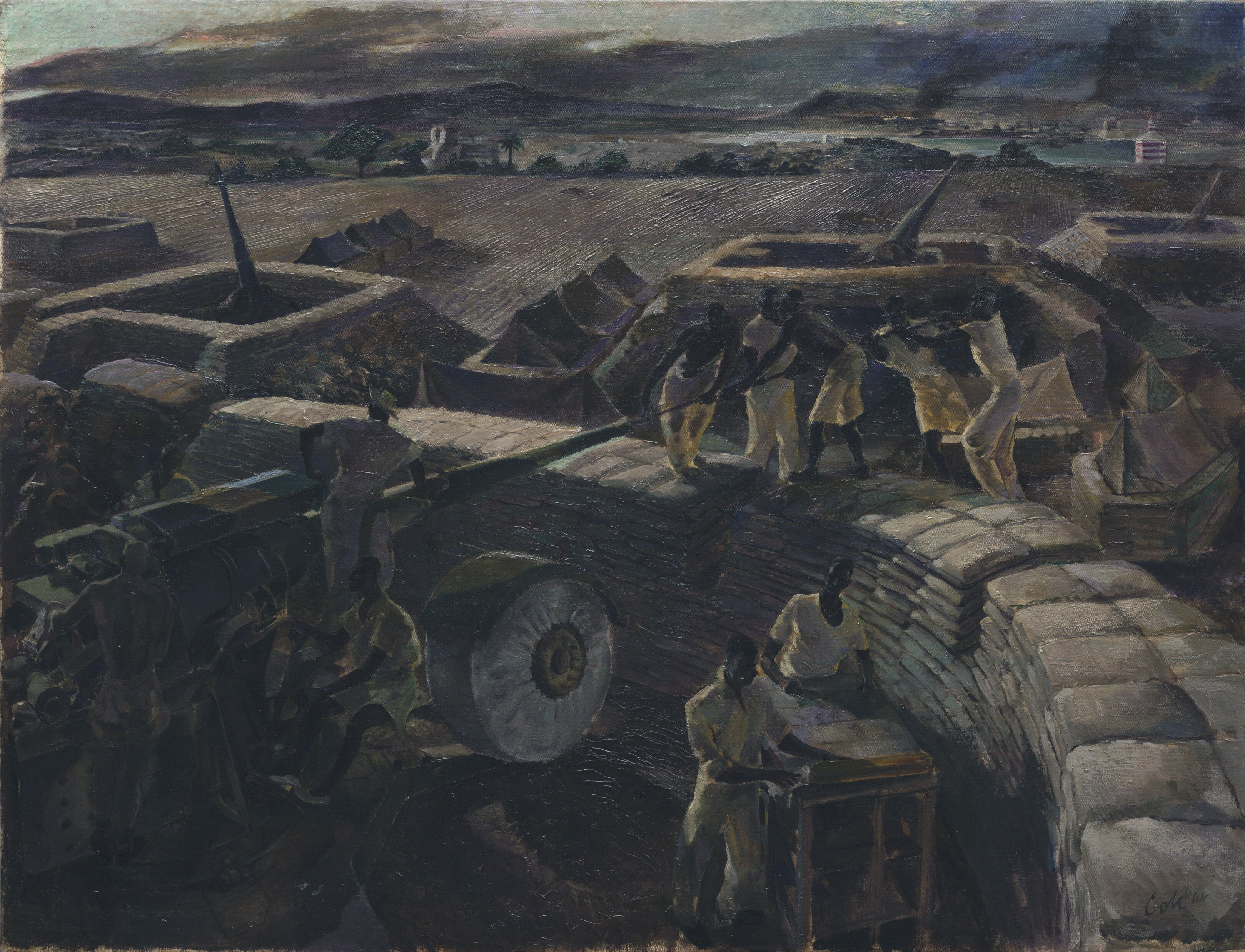
I «Bechuanaland Boys» (African Auxiliary Pioneer Corps) mentre lottano contro gli aerei della Luftwaffe nei pressi del porto di Siracusa (dipinto di Leslie James Cole, british official war artist, Imperial War Museum, Londra)

Nei combattimenti vennero naturalmente coinvolti i piloti italiani, tramite la Regia Aeronautica (lo storico augustano Tullio Marcon ha ben descritto lo stato d'animo dei siciliani che osservavano gli scontri aerei, senza sapere da che parte stare.). Il contrattacco avvenne con ritardo né poteva competere con i numeri impressionanti dell'aviazione avversaria: una forza complessiva di 4 900 aerei, che difendevano le navi. 
Dal momento dello sbarco, vi furono nel siracusano oltre 48 ore consecutive di bombardamenti. Non vi era tregua per i siciliani, ma nemmeno per gli invasori; specialmente per le navi ancorate ad Avola, le quali subirono dal 10 al 14 luglio 50 raid aerei dell'Asse, ponendo la difesa navale degli Alleati in forte condizione di stress:
Nonostante gli italo-tedeschi riuscissero ad affondare alcune decine di navi, le perdite erano pur sempre irrisorie davanti alla vastità della flotta nei porti conquistati. Inoltre, il sempre collettivo sbarramento aereo del nemico impediva nella maggior parte delle volte ai piloti dell'Asse di portare a segno le loro missioni, cosicché vennero costretti ad alzarsi in volo di notte, ma a discapito della precisione sugli obiettivi.

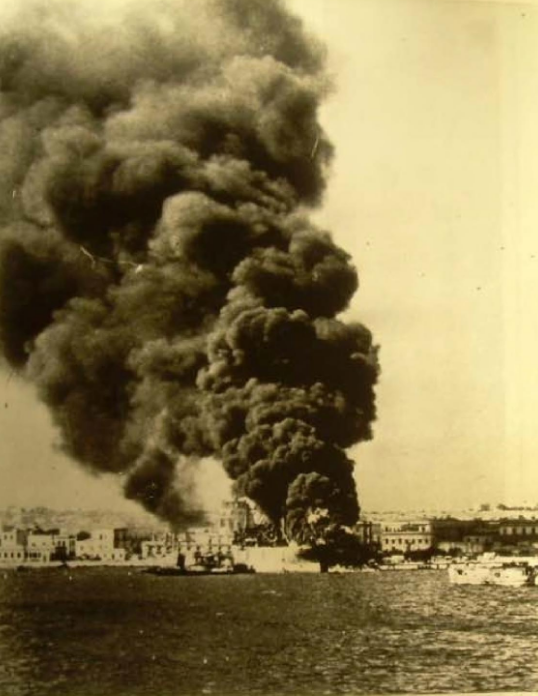
Incendio al porto di Siracusa occupato dalla Royal Navy. Esplosione dei serbatoi per lo stoccaggio della benzina, mezzo inglese in fiamme

Gli aerei tedeschi insistettero particolarmente con Siracusa: lo fecero almeno fino ai primi di agosto. Ad esempio, mentre gli inglesi occupavano saldamente la città, 190 aerei, la maggior parte germanici, bombardavano il suo perimetro; la notte del 25 luglio furono 89 gli aerei della Luftwaffe che si scagliarono sugli inglesi nel porto (all'alba del 14 luglio gli aerei tedeschi che avevano cercato di penetrare insieme nel porto aretuseo, senza riuscirvi, erano stati 44); il 9 agosto sorvolarono e bombardarono l'area 126 apparecchi della Germania. Morti, feriti e numerosi aerei distrutti li ebbero tutte le parti belligeranti. Per citare qualcuno di questi episodi: all'alba del 12 luglio, quando 51 Junkers Ju 88 di Hitler compirono un raid che giunse a Capo Ognina, una bomba colpì i serbatoi dell'olio della nave CT HMS Eskimo, provocando nella sala di comando un'esplosione che uccise 19 britannici lì presenti; sempre il 12 luglio, aerei tedeschi e italiani intorno ad Augusta vennero colpiti da una dozzina di Supermarine Spitfire, tra questi vi era l'aereo Fiat G.50 «Freccia» del maresciallo Silvio Ferrigolo che, colpito alla schiena, morì precipitando con il suo apparecchio nelle saline della penisola di Magnisi; il 16 luglio, gli aerei della Regia Aeronautica riuscirono a colpire una delle principali corazzate inglesi nel Mediterraneo, la HMS Nelson, obbligandola a lasciare le acque siciliane e rientrare a Malta (la Nelson si rivelerà essere alla fine il luogo nel quale avverrà la firma del cosiddetto Armistizio lungo); nelle notti del 27 e 28 luglio la Luftwaffe, compiendo due pesanti incursioni al porto di Siracusa, affondò un mezzo da sbarco inglese, l'HMS LCT 353, ma perse 11 dei propri aerei con i piloti naufragati o uccisi.

### Il campo di concentramento di Priolo
Il conquistato borgo di Priolo Gargallo divenne sede di un grosso campo di concentramento per prigionieri italiani: i britannici gli diedero il nome di P.O.W. 369 (dove la sigla, insieme al numero identificativo, sta per Prisioners Of War): in questo campo vennero internati non solo militari catturati ma anche persone politiche ritenute troppo vicine al regime mussoliniano. Nel suo periodo di apice arrivò a contenere al suo interno fino a 7 000 prigionieri, divenendo il più importante campo del suo genere nell'isola e nell'Italia meridionale (esso viene spesso associato al 371° Camp P.W. di Padula, in Calabria, il quale, allestito un anno dopo, divenne il maggiore luogo di detenzione per quel che concerne la parte sud della penisola).

## Ladbroke: conseguenze sulle missioni future aviotrasportate

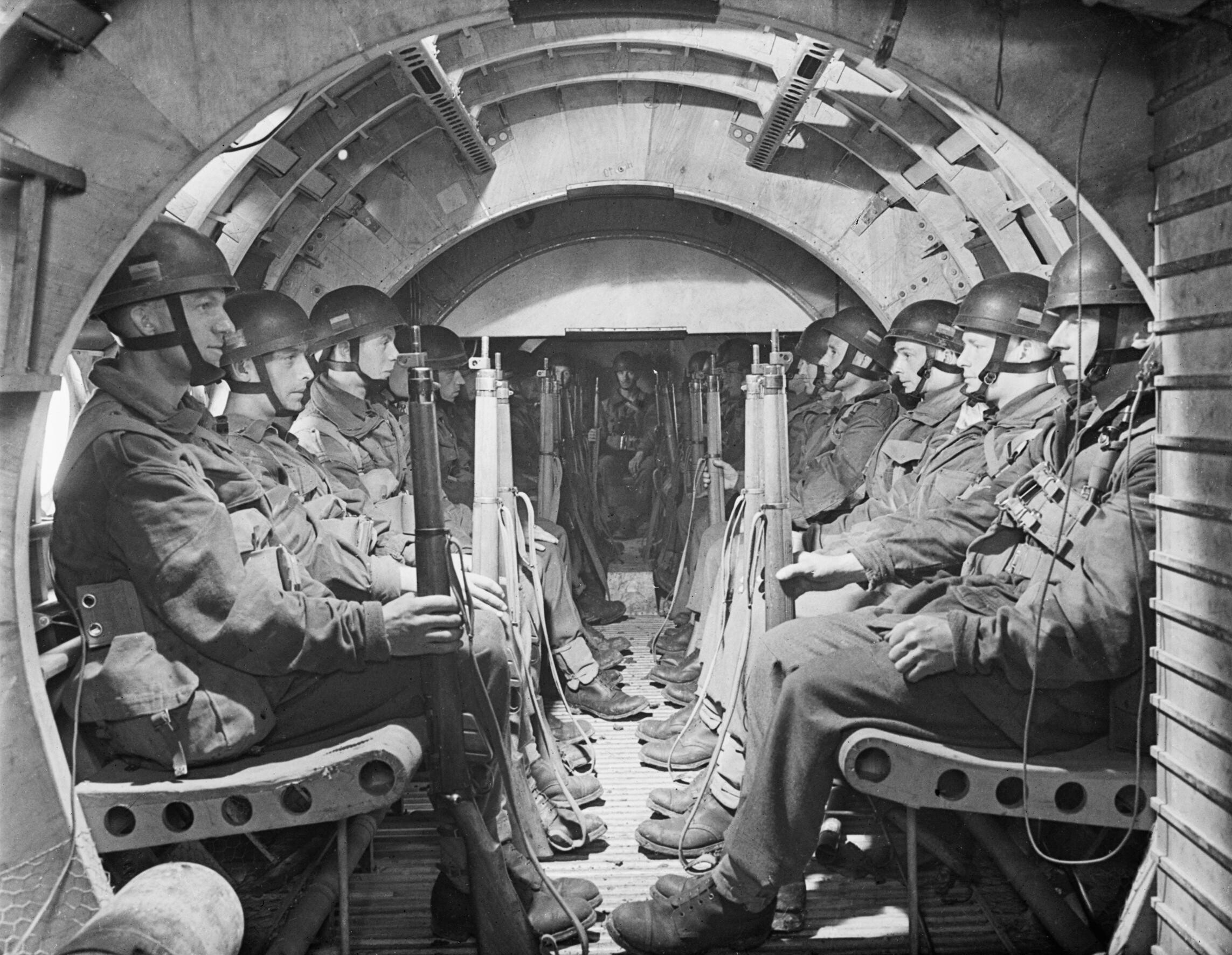
Truppe aliantiste della 1st Airlanding Brigade, nell'Oxfordshire

Dopo un'inchiesta riguardante i problemi e le mancanze ravvisate durante le missioni aviotrasportate in Sicilia, l'esercito britannico e la Royal Air Force diedero nuove disposizioni; gli equipaggi degli aerei dovevano essere addestrati in operazioni con paracadute e alianti, e gli esploratori dovevano essere sbarcati prima della forza principale, per posizionare i fanali guida. Il piano di atterraggio venne semplificato con il lancio di brigate complete su una singola zona di atterraggio, al posto delle aree di atterraggio più piccole utilizzate in Sicilia dai battaglioni. Gli alianti avrebbero dovuto essere rilasciati durante la notte mentre erano ancora sopra il mare, e le loro zone di atterraggio sarebbero state grandi abbastanza per ospitare l'aereo ed avere ancora spazio libero. A seguito di un incidente di fuoco amico durante il sorvolo di un convoglio alleato, venne aumentata la formazione degli equipaggi circa il riconoscimento aereo; gli aerei Alleati vennero inoltre dipinti con tre grandi strisce bianche. La formazione per i piloti dell'aliante venne aumentata, e vennero implementati miglioramenti agli alianti, tra cui una migliore comunicazione tra aeromobili.
Per fornire un altro metodo di invio per via aerea delle jeep dell'artiglieria, la Royal Air Force iniziò a sperimentare modalità di utilizzo dei paracadute a grappolo per paracadutarli sulle aree degli scontro, sistemando jeep e cannoni nei vani bombe degli aerei. Un secondo gruppo di trasporto della Royal Air Force, il N. 46, venne formato e dotato esclusivamente di C-47 Dakota, invece del miscuglio di aeromobili del 38th Group. Insieme, i gruppi della Royal Air Force furono in grado di fornire 88 Albermarles, 88 Stirlings, 36 Halifaxes e 150 Dakota, per un totale di 362 aerei senza contare quelli tenuti in riserva.

### Esplicative
1. ↑  Con la carenza di spazio nei alianti - i Wacos potevano trasportare solo quindici soldati, metà di quanti ne potevano portare gli Horsa - non era possibile impiegare l'intera brigata. Ad esempio, solo sei dei sedici cannoni anticarro della brigata poterono essere imbarcati, con una riduzione simile in mortai e nessuna mitragliatrice. La 181a Ambulanza da Campo necessitava di trentadue Wacos ma ne vennero assegnati solo sei, e cinque di essi non riuscirono a raggiungere la Sicilia.
2. ↑  Annoterà un corrispondente di guerra inglese, Christopher Buckley, che lavorava per il The Daily Telegraph, durante il suo passaggio in città nei primi giorni post-conquista: 
«Non potrei dire che apparissero assai ben disposte [le persone] nei nostri riguardi e immagino che il loro ragionamento corresse all'incirca in questo modo "...voi dite che siete venuti come liberatori, ma noi potremo giudicarvi dai risultati. Non discutiamo sulle vostre buone intenzioni, ma noi, che già sotto i bombardamenti ci siamo più volte trovati di fronte alla fame, attendiamo i fatti. Avete portato da mangiare?..."»
3. ↑  Pur essendo un miglioramento rispetto a prima, questo totale di 362 era solo una frazione dei 1 166 C-47 della flotta da trasporto statunitense.(Tugwell, p.202) La mancanza di aerei da trasporto ostacolò ogni operazione aerea britannica della guerra. Tuttavia, dal 1941 a seguito di un ordine del Ministero dell'Aeronautica, a molti bombardieri della Royal Air Force vennero installate attrezzature per il traino degli alianti; di conseguenza, i bombardieri Albemarle, Halifax e Stirling furono in grado di condurre operazioni di aviolancio. Il comandante in capo del Bomber Command Arthur Harris si rifiutò di distogliere i più moderni e performanti Avro Lancaster dalla campagna di bombardamento strategico, per adibirli al trasporto di truppe. (Tugwell, pp. 136–37)

### Bibliografiche
1. 1 2 3   Piazza Militare Marittima di Augusta-Siracusa (PDF), su lambadoria.it. URL consultato il 14 febbraio 2022.
2. 1 2 3 4 5 6  Domenico Anfora, 2016, p. 62.
3. ↑  (EN)  R. M. P. Carter., The History of the 4th Armoured Brigade  m 1997, pp. 39-41.
4. 1 2 3 4  Frederick Clarence Campbell Graham, History of the Argyll & Sutherland Highlanders, 1st Battalion (Princess Louise's) 1939-1945, 1948, p. 66.
5. 1 2 3 4 5 6 7 8  Dillon, Bradford, 2011, cap. 8 Special Raiding Squadron, SAS.
6. 1 2  Gavin Mortimer, The SAS in World War II (EN) , 2015, p. 79.
7. 1 2 3 4 5  Domenico Anfora, 2016, p. 63.
8. ↑  Mitcham, p. 78; Anthony Farrar-Hockley, The Army in the Air: The History of the Army Air Corps, p. 87.
9. 1 2  Domenico Anfora, 2016, p. 105.
10. ↑  Mitcham, p. 78.
11. 1 2 3 4 5 6  Warren, p. 21
12. ↑  Eisenhower, p. 159
13. ↑  Eisenhower, p. 60
14. ↑  Huston, p. 155
15. ↑  Harclerode, p. 275
16. 1 2  Warren, p. 22
17. ↑  Harclerode, p. 256
18. 1 2  Thompson, p.97
19. ↑  Biblioteca chelliana (Grosseto, Italy), Università degli studi della Tuscia, Culture del testo e del documento. Numeri 7-9, 2002, p. 130.
20. 1 2  Mike Peters, 2013, cap. Objective Waterloo.
21. ↑   Operation Ladbroke Sites – the Coup-de-Main Objectives, su operation-ladbroke.com. URL consultato il 21 marzo 2021.
22. 1 2  Operation Ladbroke - Bombing of Syracuse.
23. ↑  Otway, p.119.
24. ↑  Guido Mussolini, Filippo Giannini, Benito Mussolini: Dal 25 luglio a Piazzale Loreto, 2004, p. 53.
25. 1 2 3  Warren, p.23
26. 1 2 3  Warren, p.26
27. 1 2 3 4 5  Warren, p.27
28. ↑  Lloyd, p.40
29. ↑  Lloyd, pp.43–44
30. ↑  Lloyd, p.35
31. ↑  Warren, pp.27–28
32. ↑  Cole, p.36
33. ↑  Cole, p. 40
34. ↑  Tugwell, p. 159
35. 1 2  Mitcham, pp.73–74
36. ↑  Domenico Anfora, 2016, p. 102.
37. 1 2  Operation Ladbroke - SAS Special Raiding Squadron (SRS).
38. ↑  Domenico Anfora, 2016, pp. 71–72.
39. ↑  Domenico Anfora, 2016, pp. 72–74.
40. ↑  Domenico Anfora, 2016, p. 73.
41. ↑  Bernard Fergusson, The Watery Maze: The Story of Combined Operations - Pagina (EN) , 1961, p. 243.
42. ↑  R. M. P. Carter., The History of the 4th Armoured Brigade ((EN) ) m 1997, pp. 39-41.
43. 1 2 3 4 5 6  Mitcham, p.334
44. ↑  Mitcham, p.75
45. ↑  Domenico Anfora, 2016, p. 112.
46. 1 2  Filippo Stefani, Stato maggiore dell'Esercito, Ufficio storico, La storia della dottrina e degli ordinamenti dell'Esercito italiano, 1985, p. 800.
47. ↑  Filippo Gaja, L'esercito della lupara, 1962, p. 51.
48. ↑  Guido Mussolini, Filippo Giannini, Benito Mussolini: Dal 25 luglio a Piazzale Loreto, 2004, p. 53; Batterie Costiere Della MILMART. La Difesa Costera in Italia Durante Le Due Guerre Mondiali.
49. ↑   SICILIA - vincolo architettonico all'ex batteria navale Emmanuele Russo di Punta Mola, su patrimoniosos.it. URL consultato il 16 febbraio 2021.
50. ↑  Marco Gioannini, Giulio Massobrio, Bombardate l'Italia: storia della guerra di distruzione aerea, 1940-1945, 2007, p. 168 ISBN 9788817015851; Nino Aren], RSI: forze armate della Repubblica sociale italiana: la guerra in Italia 1943, 1999, p. 54 ISBN 9788887372007
51. ↑  Robin Higham, Stephen J. Harris, Why Air Forces Fail: The Anatomy of Defeat (EN) , 2006, cap. 5 ISBN  9780813137674
52. ↑  Claudia Baldoli, Andrew Knapp, Forgotten Blitzes: France and Italy under Allied Air Attack, 1940-1945 (EN) , 2012, p. 84 ISBN 9781441147516.
53. ↑  Biagini e Frattolillo, Diario storico del Comando supremo, vol. III, tomo I, parte I (dal 1.1.1941 al 30.4.1941), p. 307.
54. ↑  Biagini e Frattolillo, Diario storico del Comando supremo, vol. III, tomo I, parte I (dal 1.1.1941 al 30.4.1941), p. 335.
55. ↑  Wolfgang Dierich, Die Verbände der Luftwaffe: 1935-1945: Gliederungen u. Kurzchroniken: e. Dokumentation (DE) , 1976, p. 291 = Erich Püschel, Die Seenotverbände der deutschen Luftwaffe und ihr Sanitätsdienst 1939-1945: Aufgaben, Leistungen, Probleme (DE) , 1978, pp. 55, 84.
56. ↑  Domenico Anfora, 2016, p. 129; James Holland, 2020, cap. 19 Taking Stock.
57. ↑   1943 - luglio dal n. 1132 al n. 1162, Schede tecniche aerei militari italiani e storia degli aviatori, su alieuomini.it. URL consultato il 4 novembre 2015.
58. 1 2 3 4 5 6 7  Alessandro Bellomo, 2016.
59. 1 2  Ferdinando Pedriali, L'invasione dal cielo in Storia Militare, 2011, p. 6.
60. 1 2 3 4 5  Operation Ladbroke - Bombing of Syracuse.
61. 1 2 3  Alun Granfield, Bombers over Sand and Snow: 205 Group RAF in World War II (EN) , 2011, cap. 8 Sicily and invasion of Italy - Juky to September 1943, ISBN 1844687082
62. ↑  Ezio Costanzo, Sicilia 1943: breve storia dello sbarco alleato, 2003, p. 90.
63. ↑   VIDEO. “Una palla blu nel cielo di Siracusa”: era un bombardiere. Ricostruita la storia, su siracusaoggi.it. URL consultato il 25 aprile 2021.
64. ↑   L’identificazione del relitto Wellington di Siracusa, su dive.fipsas-ds.it. URL consultato il 25 aprile 2021.
65. 1 2 3  Ross, 2011, cap. 5 Special Raiding Squadron.
66. 1 2   Terror off Terrauzza – Operation Ladbroke gliders in the sea, su operation-ladbroke.com. URL consultato il 20 marzo 2021.
67. 1 2 3 4 5 6  Moscuzza - Piazza Militare Marittima di Augusta-Siracusa.
68. ↑  Peter Davis, 2015, p. 93.
69. ↑   Admiral Leonardi takes on the Royal Navy and the SAS, su operation-ladbroke.com. URL consultato il 21 marzo 2021.
70. ↑  Peter Davis, 2015, pp. 89–90.
71. ↑  Peter Davis, 2015, p. 87.
72. ↑  Carlo D'Este, 1943, lo sbarco in Sicilia, 1990. p. 190.
73. 1 2 3  Rick Atkinson, 2015, cap. II Il litorale in fiamme.
74. 1 2  Moscuzza, Lamba Doria, 10 luglio 1943, p. 13.
75. ↑  Moscuzza, Lamba Doria, 10 luglio 1943, p. 25.
76. ↑  Moscuzza, Lamba Doria, 10 luglio 1943, p. 19.
77. ↑  Peter Davis, 2015, p. 94.
78. ↑  Moscuzza, Lamba Doria, 10 luglio 1943, p. 26.
79. ↑  (EN) Italian Cavalry Attack British Glider Troops on the Ponte Grande Bridge, su operation-ladbroke.com. URL consultato il 25 febbraio 2021.
80. ↑  Cit. Giuseppina Mellace, Delitti e stragi dell'Italia fascista dal 1922 al 1945, 2015.
81. 1 2  Zingali, 1962, p. 147.
82. ↑  Battista Adelchi, Io sono la guerra, 2012.
83. ↑  Zingali, 1962, p. 179.
84. ↑  Rick Atkinson, 2015, cap. Il litorale in fiamme.
85. 1 2  (EN) Terror off Terrauzza – Operation Ladbroke gliders in the sea, su operation-ladbroke.com. URL consultato il 4 maggio 2021.
86. ↑  Maria Nanè, La storia siamo noi in Vita, poesie e racconti.
87. ↑  Trevor Royle, The Royal Highland Fusiliers: A Concise History (EN) , 2011.
88. ↑  Cit. di Christopher Buckley da Siracusa ostile in Attacco alla Sicilia, I Siracusani, anno 1, n. 2, luglio-agosto 1996.
89. ↑  Richard Knott, The Sketchbook War: Saving the Nation's Artists in World War II (EN) , 2013, cap. 11 The Lion's Mouth.
90. ↑  Sir Basil Henry Liddell Hart, History of the Second World War (EN) , 1970, p. 440.
91. ↑  Alberto Santoni, Le operazioni in Sicilia e in Calabria, 1989, p. 102 = Domenico Anfora, 2018, p. 34.
92. ↑  Sir David, KCMG OBE Hunt, A Don at War (EN) , 2014, cap. XI The Invasion of Sicily.
93. ↑  Jones, Dorothy Ellen Mary, The impact of Allied Military Government (AMGOT) on the population of Sicily July 1943 - February 1944: A case study of the towns of Catania and Caltagirone in the Province of Catania (EN) , Swansea University E-Theses, 2008, p. 39.
94. ↑  Ministero dell'interno, Italy. Ministero per i beni culturali e ambientali, Pubblicazioni degli archivi di Stato, vol. 89, 1976, p. 382.
95. ↑  Francesco Alberto Giunta, Notizie da Via Danielle, 1988, p. 35.
96. ↑  Italico Libero Troja, La città di Avola nella seconda guerra mondiale 1940-45, 1998
97. ↑  Domenica Anfora, 2018, p. 20.
98. ↑  Marcantonio Bragadin, Il dramma della marina italiana 1940-1945, 1968, p. 314.
99. ↑  Zingali, 1962, p. 140.
100. 1 2  Domenico Anfora, 2016, p. 128.
101. ↑  Giuseppe Mignosa, Priolo Gargallo: da borgo feudale a centro industriale, 2006, p. 168.
102. ↑  James Holland, 2020, cap. 19 Taking Stock.
103. ↑  Roberto Roggero, Oneri e onori: le verità militari e politiche della guerra di liberazione in Italia, 2006, p. 49.
104. 1 2  Domenico Anfora, 2016, p. 129.
105. ↑  Raffaele Migneco Omodei, Hangar Team Augusta, Alberto Moscuzza, Idroscalo di Augusta: da aeroscalo a patrimonio comune, p. 16.
106. ↑  Alberto Santoni, Le operazioni in Sicilia e in Calabria (luglio-settembre 1943), 1989, p. 225.
107. ↑  http://www.storiologia.it/apricrono/storia/a1943ll.htm
108. 1 2   Tullio Marcon: the Allied invasion of Sicily in the memories of a Balilla, su operation-ladbroke.com. URL consultato il 7 maggio 2021.
109. ↑  Amedeo Osti Guerrazzi, Noi non sappiamo odiare: l'esercito italiano tra fascismo e democrazia, 2010, p. 333.
110. 1 2  Alberto Santoni, Le operazioni in Sicilia e in Calabria (luglio-settembre 1943), 1989, p. 420.
111. ↑  Alessandro Bellomo, 2016; Rivista aeronautica, vol. 61, 1985, p. 100; Alberto Santoni, Le operazioni in Sicilia e in Calabria (luglio-settembre 1943), 1989, p. 334.
112. ↑   Morì in missione di guerra Il suo aereo ritrovato in Sicilia, su larena.it. URL consultato il 10 maggio 2021.; Alessandro Bellomo, 2016.
113. ↑  Giulio Lazzati, Stormi d'Italia: storia dell'aviazione militare italiana, 1975, p. 149.
114. ↑  Rivista aeronautica, vol. 61, 1985, p. 100.
115. ↑  Alberto Santoni, Le operazioni in Sicilia e in Calabria (luglio-settembre 1943), 1989, p. 334.
116. ↑  Sandro Attanasio, Gli anni della rabbia: Sicilia 1943-1947, 1984, p. 65.
117. ↑   Priolo ha avuto un Campo di Concentramento. L'Associazione "Lamba Doria" ricerca informazioni, su siracusanews.it. URL consultato il 3 settembre 2016 (archiviato dall'url originale l'11 settembre 2016).
118. ↑   IL P.O.W. 369 A PRIOLO: UN CAMPO DI PRIGIONIA IN PROVINCIA DI SIRACUSA, su valdinotomagazine.it, 20 luglio 2015. URL consultato il 3 settembre 2016.
119. 1 2 3  Tugwell, p.167
120. ↑  Mrazek, p.85
121. ↑  Nigl, p.68
122. ↑  Nigl, p.69
123. ↑  Lake, p.81
124. 1 2  Tugwell, p.202